# Heráldica portuguesa

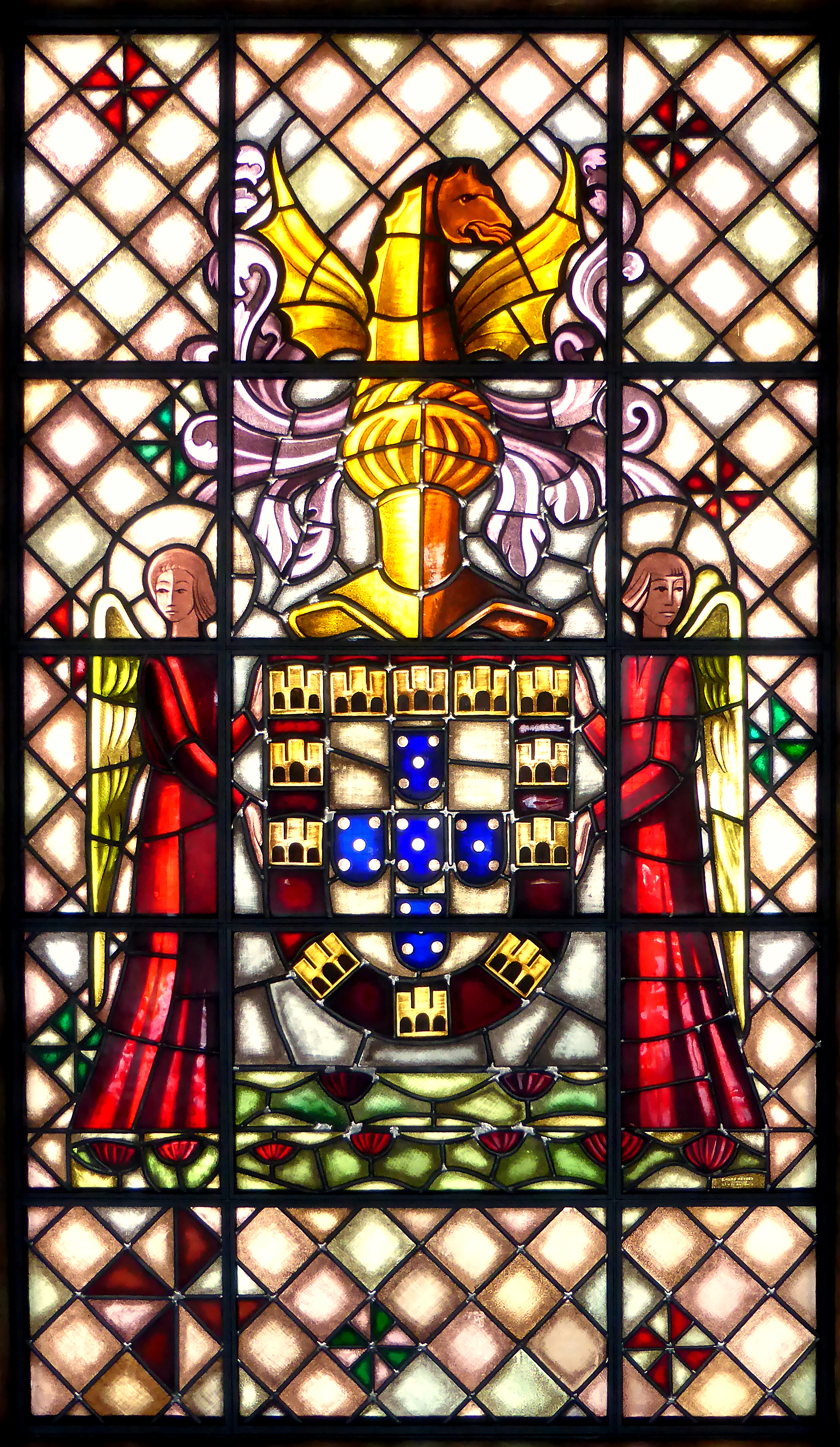
Reinterpretación heráldica modernista de las armas antiguas de Portugal. Vidrieras de António Lino en la Rectoría de la Universidad de Lisboa

La heráldica portuguesa abarca las tradiciones históricas y actuales de la heráldica en Portugal, incluyendo los antiguos territorios portugueses de ultramar u otros que de algún modo estuvieron bajo la influencia heráldica portuguesa.
La heráldica practicada en Portugal desde al menos finales del siglo XII, se origina en su tradición latina y más concretamente en la rama ibérica de aquella. Con todo, divergía parcialmente de esta tradición a partir del siglo XIV, cuando sufre una fuerte influencia de las armerías inglesas. Así, si bien mantuvo algunas características específicas de la tradición ibérica, como la tolerancia al uso de lemas dentro del propio escudo, adoptó otras marcadamente ajenas a esta, como el uso generalizado de cimeras heráldicas. La heráldica portuguesa alcanzó su apogeo a principios del siglo XVI, cuando el rey Manuel I de Portugal estableció la legislación que la regulaba y en la que ganó personalidad y tradición propias.
En Portugal, la heráldica entró en un período considerado de acentuada decadencia a partir del siglo XVII. Esta decadencia se materializó sobre todo por el rechazo de muchas reglas de la heráldica, particularmente las relacionadas con la estilización, diferenciación y titularidad de las armas. Con todo, la heráldica siguió siendo vista como un símbolo de prestigio, ampliamente prácticada, con la realización de representaciones de gran calidad artística. Después de un leve tentativa de revivir la heráldica a partir de la segunda mitad del siglo XIX, experimentó un fuerte renacimiento a partir de principios del siglo XX. Este renacimiento ahora no está inducido por la heráldica familiar tradicional, sino por el desarrollo de la heráldica cívica y corporativa.
A partir del reinado de Juan I de Portugal, se creó una corporación de oficiales de armas de la Corona encargada de regular la armería. Entre estos oficiales se incluyen reyes de armas, heraldos y persevantes, atribuyéndose la exclusividad de este reglamento desde el reinado de Alfonso V de Portugal. El funcionamiento y responsabilidades de la corporación de oficiales de armas están plenamente regulados por la legislación heráldica de Manuel I. También se creó el Cartório da Nobreza (registro de nobleza), a cargo del escribano de la nobleza, con la función de registrar los símbolos heráldicos concedidos. Durante el período de decadencia en el que los oficiales de armas eran nombrados con funciones meramente protocolarias, sin conocimientos de heráldica, el Cartório da Nobreza asumió la función efectiva de autoridad heráldica, hasta el final de la monarquía en 1910.
Históricamente, la heráldica portuguesa abarcaba armerías individuales (generalmente miembros de la familia real, nobleza o clero), órdenes religiosas y municipios. Más recientemente, se sumaron los escudos de armas de unidades administrativas supra e inframunicipales, cuerpos militares y militarizados, corporaciones profesionales, culturales y asistenciales, así como una serie de otras instituciones.

## Características generales

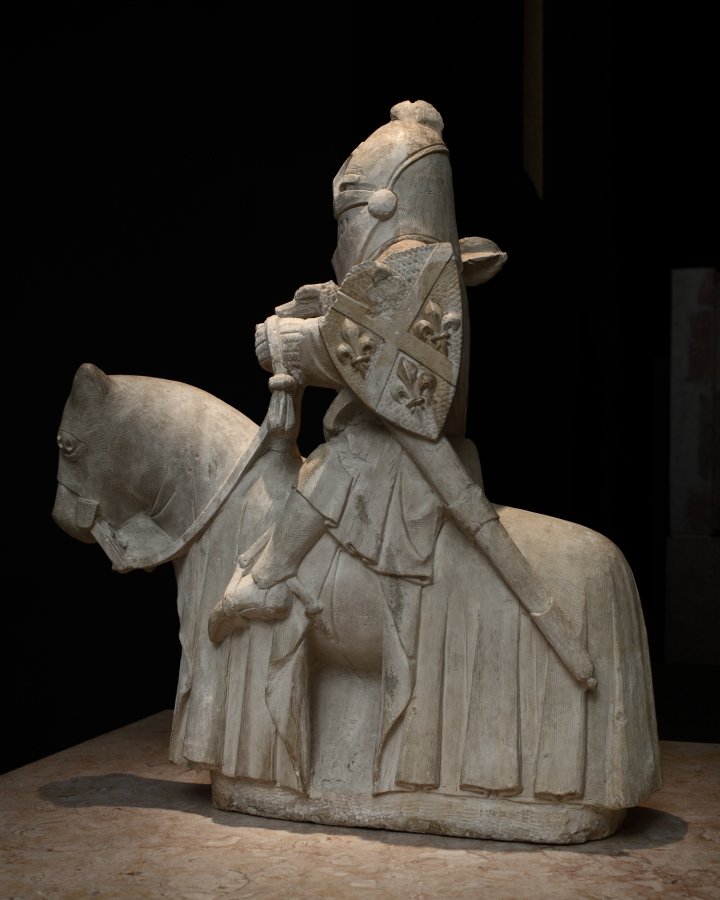
El caballero Domingos Joanes, equipado a caballo y portando su escudo de armas. Escultura del maestro Pero en la Capela dos Ferreiros, Oliveira do Hospital,.

La heráldica portuguesa continuó la heráldica nacida y practicada en los distintos reinos medievales de la península ibérica, que a su vez se desarrolló como una rama de la tradición heráldica latina. Es por ello que muchos de los aspectos particulares de la heráldica ibérica se han mantenido hasta nuestros días. A finales del siglo XIV las armerías en Portugal comenzaron a estar mejor reguladas, bajo una fuerte influencia de la heráldica inglesa y adoptando también muchas de sus características. La heráldica portuguesa tuvo una evolución más propia y a principios del siglo XVI ya mostraba una personalidad particular y una identidad consolidada. Su apogeo se produjo por esa época, marcado por la publicación de un paquete legislativo de Manuel I, que estableció estrictas normas heráldicas, incluida la definición del estatuto de los reyes y oficiales de armas.
Entre los aspectos típicos de la tradición ibérica que se mantuvieron dentro de la heráldica portuguesa se sitúa el uso frecuente de la orla, la tolerancia de lemas y leyendas en el campo del escudo y el uso frecuente de algunas figuras típicas como una caldera –el símbolo parlante del ricohombre–, llamado "señor del pendón y la caldera" –y el castillo– que representa el lugar donde se produjo una memorable gesta militar. Otros aspectos, sin embargo, la distancia de esa tradición, acercándola a la inglesa, como el uso generalizado de cimeras, poco frecuente en el resto de la armería latina en general y en la ibérica en particular.
La expansión ultramarina marcó profundamente a la heráldica portuguesa, con la aparición de muchos escudos de armas que incluían elementos, figuras y piezas relacionadas con el momento. Entre estos se encuentran patrones y barcos, armas y banderas, cabezas de moros y africanos, plantas y animales exóticos, así como otros motivos.
En los escudos portugueses que incluyen una corona, esta se coloca sobre el yelmo, no debajo de él. También es común ver un escudo sin el yelmo correspondiente, con la corona o el virol y el respectivo timbre colocado directamente sobre el escudo. En la heráldica portuguesa es raro otorgar armas que incorporen tenentes o soportes, pero es común la inclusión de estos elementos en representaciones artísticas.

### Esmaltes
Los esmaltes usados por la heráldica portuguesa se reducen a los dos metales (oro y plata), los cinco colores tradicionales (rojo, azul, púrpura, negro y verde) y los dos forros (armiños y veros). Además de los esmaltes clásicos, también se utilizan ocasionalmente la carnación (coloración clara de la piel humana) y la expresión "de su propio color" (que indica la coloración natural de los seres animales o vegetales).
Otros esmaltes utilizados en la heráldica extranjera, como el naranja o el sanguíneo, no se usan en la armería portuguesa. Sin embargo, algunas armas concedidas en Portugal en el siglo XIX –en plena época de decadencia heráldica– fueron encargadas con esmaltes poco convencionales como el azul celeste y el carmesí.
El amarillo y el blanco no se consideran esmaltes distintos del oro y la plata, respectivamente. Con todo, el que sería indicado en los ordenamientos de escudos de armas como "oro" o "plata", se indica expresamente como "amarillo" y "blanco" en muchas ordenamientos de banderas. Esto sucede porque los metales no se incluyen normalmente entre los materiales que componen las banderas, generalmente textiles.
En las armerías de otros países, los esmaltes de los escudos de armas se adornan mediante el uso de una jerga especializada consistente en antiguos términos de origen normando esencialmente. La heráldica portuguesa, sin embargo, raramente utiliza esta jerga, dando tradicionalmente preferencia al uso de términos vernáculos de la lengua portuguesa. Así, mientras que en este vocabulario se usan términos como "sinople" y "gules", en la heráldica portuguesa se refieren a los mismos esmaltes simplemente como "verde" y "rojo". Con todo, ocasionalmente se usa la jerga, especialmente entre heraldistas aficionados con poca erudición en el tema, influenciados por las obras heráldicas de origen anglosajón donde se emplea.
Siguen abajo los esmaltes usados en la heráldica portuguesa, con sus respectivas designaciones en jerga heráldica y en lengua vernácula portuguesa. Los metales y los colores se representan en su color original y en el sistema plumeado (representación en blanco y negro).
| Esmaltes  |     |       |      |       |                |         |       |        |       |
| Jerga     | Oro | Argén | Azur | Gules | Vert o sinople | Púrpura | Sable | Armiño | Vero  |
| Vernáculo | Oro | Plata | Azul | Rojo  | Verde          | Púrpura | Negro | Armiño | Veros |

### Piezas y figuras
Algunas piezas y figuras son típicas de la heráldica portuguesa, en la que adquieren ocasionalmente designaciones particulares. La mayoría de ellos se relacionan con el escudo de Portugal u otros emblemas heráldicos nacionales, siendo frecuentemente usados como aumentos honoríficos.

Las quinas de Portugal

#### El actual escudo de Portugal
Unas de las principales figuras son las quinas. El término "quina", de origen latino, designa cada uno de los cinco escudos que componen las armas de Portugal, que heráldicamente se describía como escudete de azul, con cinco besantes de plata dispuestos en sotuer. El escudo de Portugal contiene como elemento central, en campo de plata, cinco quinas sembradas en aspa. La denominación hace referencia a la forma popular de llamar a la cara del "cinco" en un dado de juego y se comenzó a aplicar a los escudos cuando fueron cinco el número de besantes fijados que llevaban dispuestos en sotuer, durante el siglo XIV. Antes de esa época, no había un número fijo de besantes, representándose los escudos en color azul, con algunos besantes dispersos. 
Por sinécdoque, las armas propias de Portugal en su conjunto pasaron a ser conocidas como las "Cinco Quinas" o simplemente las "Quinas". El término también se acabó aplicando de forma amplia a otros elementos representativos del país que utilizan las quinas como emblema, como es el caso de la bandera nacional ("Bandera de las Quinas") o cada una de las selecciones deportivas nacionales ("Selección de las Quinas").
Las quinas aparecen representadas en muchos escudos portugueses, ya sea individualmente o agrupadas en número variable, incluso grupos de cinco dispuestos en aspa como en las armas de Portugal. Ocasionalmente aparece también representada la versión arcaica de las quinas, formada por escudetes azules, cada uno de los cuales está sembrado de besantes. Las cinco quinas dispuestas en aspa también se utilizan como emblema en sí mismas, siendo en este caso representadas sin estar insertadas en escudo alguno.

#### El antiguo escudo de Portugal

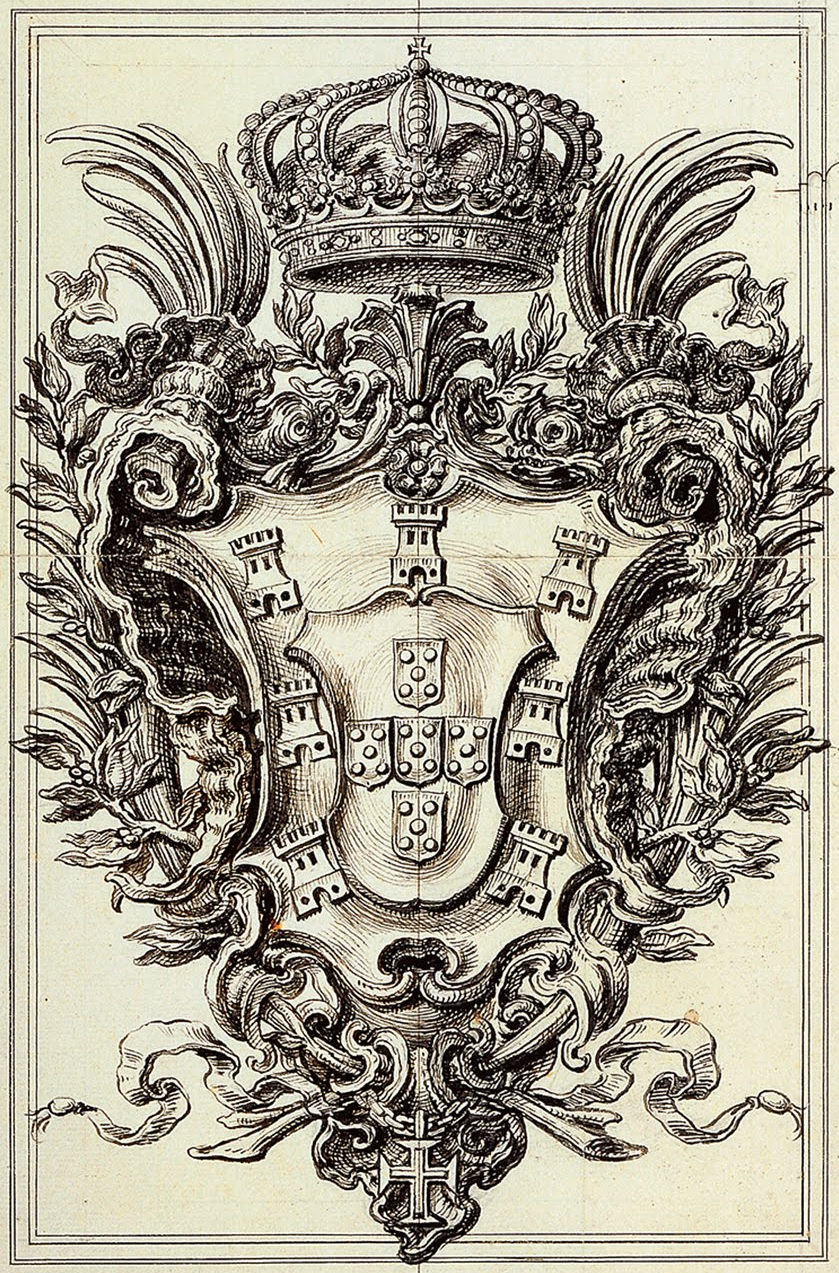
Escudo de armas de Juan V de Portugal (1744) diseñado por Johann Friederich Ludwig.

La versión del escudo de Portugal sin la bordura de castillos, descrita heráldicamente como escudo de plata, con cinco quinas en aspa, se conoce en armería como el "escudo de la antigua Portugal". Con todo, esta designación es engañosa, ya que el llamado escudo de Portugal antiguo no es realmente la versión antigua del escudo de Portugal. La genuína versión antigua del escudo, –que precedió a la introducción de la bordura de los castillos y a la que en ocasiones también se hace referencia como el "Portugal antiguo"–, era semejante, pero los escudetes tenían un sembrado de besantes en lugar de solo cinco, al igual que los escudetes de la derecha y izquierda eran dirigidos y apuntaban al centro y no a los derechos. Después de la introducción de la bordura en las armas de Portugal en el reinado de Alfonso III (1238-1253) y hasta finales del siglo XV, el Portugal antiguo se usó como signo de bastardía real, siendo incorporando en las armas de los hijos ilegítimos de los monarcas lusos. A partir de finales del siglo XV se empezó a utilizar el Portugal antiguo como complemento al honor concedido por el monarca. En determinadas ocasiones, también se utilizó frecuentemente como representación simplificada del escudo de Portugal.

Esfera armilar representada en las antiguas armas de Río de Janeiro.

#### La esfera armilar
La esfera armilar es otra de las figuras que frecuentemente aparece en la heráldica portuguesa, siendo normalmente representada en oro. Esta figura fue concedida por el rey Juan II de Portugal a su sobrino Manuel, como su empresa personal, cuando fue hecho duque de Beja en 1484. Además de la esfera como cuerpo de la empresa, incluía como mote o lema, la enigmática palabra Spera. Debido a las similitudes entre p y el dígrafo ph, con valor de f, esta palabra se tendía a leer como Sfera, generando un juego de palabras entre la esfera (como orbe, representación del mundo) y la expectativa de Manuel para alcanzar el trono de Portugal al cual nunca había pensado lograr. Cuando se convirtió en rey de Portugal, siguió usando la esfera armilar como empresa. 
El reinado de Manuel I (1495-1521) coincidió además con el auge de la expansión ultramarina y del poderío portugués, siendo la esfera armilar representada abundantemente –sola o acompañando a las armas de Portugal– en edificios públicos, documentos, obras de arte, banderas y otro tipo de soportes. Durante este reinado adquirió un simbolismo mesiánico imperial, reforzado con la representación ocasional de su elíptica que contiene las inscripciones "MROE" o "MORE", siglas de Manuel Rex Orbis Est / Manuel Orbis Rex Est ("Manuel es Rey del Mundo"). La esfera armilar se volvió tan importante durante este período que dejó de ser considerada una mera empresa personal del rey y se convirtió en un emblema nacional de Portugal en general y de su imperio ultramarino en particular, y continuó usándose como tal incluso después de la muerte de Manuel I. Acabaría por ser incorporada como elemento de las propias armas nacionales, primero en el periodo 1817-1826 y más tarde a partir de 1910 hasta el día de hoy.

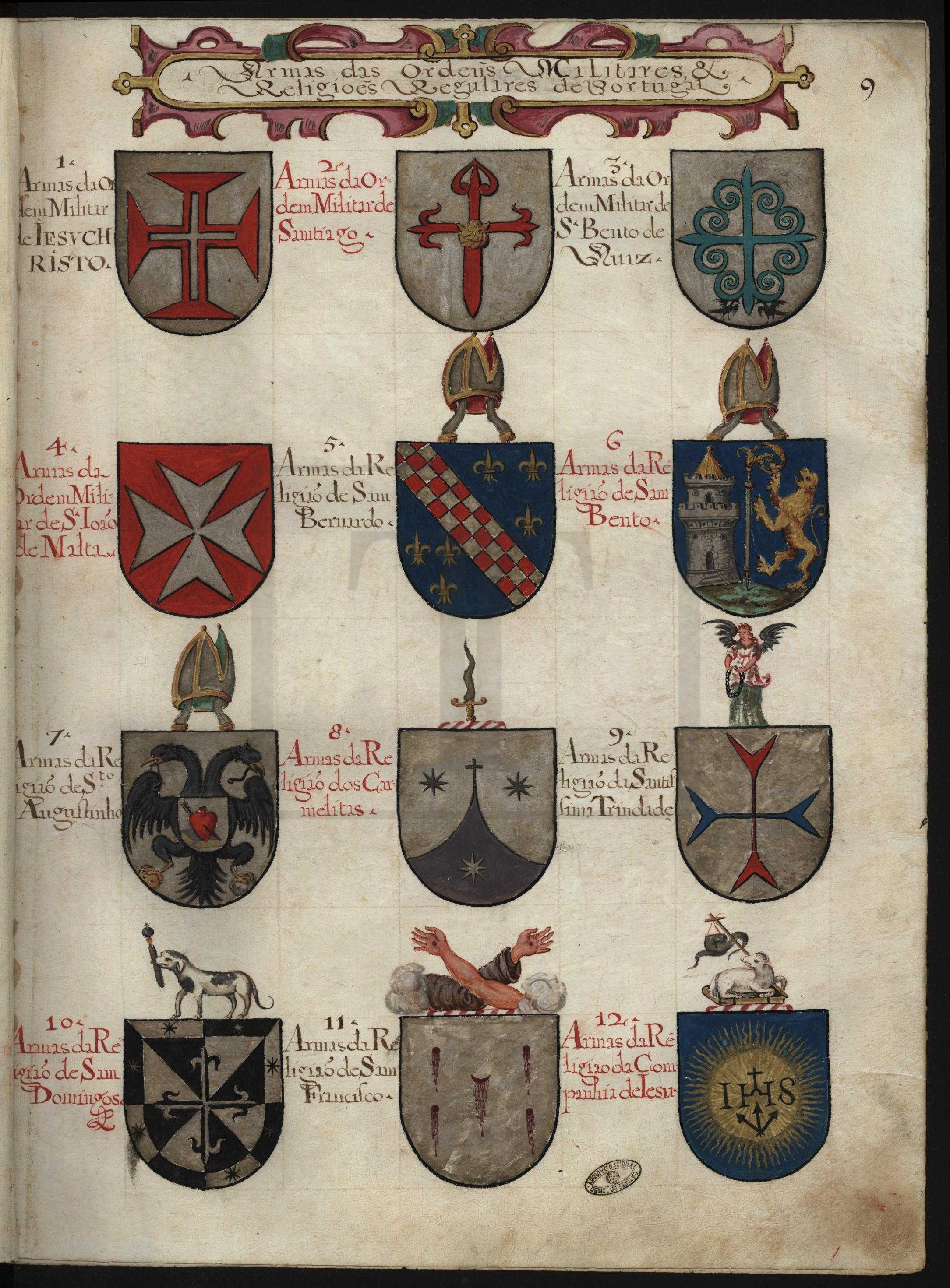
Cruces de las distintas órdenes militares portuguesas, en el Thesouro da Nobreza

#### La cruz de la Orden de Cristo
La cruz de la Orden de Cristo –generalmente conocida más  abreviadamente como "cruz de Cristo"– fue originalmente el emblema de la Orden Militar de Cristo, sucesora de la Orden del Temple en Portugal. Inicialmente, consistía en una cruz patada roja (derivada de la cruz templaria), cargada con una cruceta de plata. Posteriormente, el diseño de la cruz adquirió el formato peculiar que tiene actualmente, con los cuatro brazos rectos y rematados por trapecios. El príncipe Enrique fue uno de los principales impulsores de la expansión ultramarina portuguesa ya que fue gobernador de la Orden de Cristo. Esta orden patrocinó con ello muchas de las expediciones marítimas que portaban la cruz de Cristo como emblema, siendo incluso pintada sobre las velas de los navíos y siendo incorporada en padrões colocados en los lugares descubiertos recientemente. Su uso intensivo durante la expansión portuguesa acabó por convertirlo en emblema de la misma. En 1484, Manuel, duque de Beja, fue nombrado gobernador de la orden por Juan II, pasando a usar la cruz de Cristo como uno de sus emblemas personales. El gobierno de la Orden de Cristo pasó a la Corona cuando Manuel subió al trono, continuando este en usar la cruz de Cristo como emblema. La misma cruz pasó a ser considerada emblema real y posteriormente emblema nacional, siendo frecuentemente representada para acompañar a las armas de Portugal y a la esfera armilar.

#### Otras cruces de órdenes militares
Además de la cruz de Cristo, también aparecen con frecuencia representadas en la heráldica portuguesa las cruces de las órdenes de Avís, Santiago de la Espada, del Hospital y del Temple. La cruz de Avís fue de gran importancia durante el reinado de la dinastía Avís. Juan I, fundador de la dinastía, era maestre de la Orden de Avis antes de ascender al trono en 1385. Al convertirse en rey, añadió la cruz de Avis a las armas de Portugal, que estaba allí normalmente representada con las puntas en forma de flor de lis apareciendo sobre la bordura roja del escudo, entre los castillos de oro. La cruz fue con todo retirada de las armas en 1485, durante el reinado de Juan II, ya que su inclusión se consideró heráldicamente incorrecta. Las cruces de Avís, bien las de Santiago, del Hospital y del Temple comenzaron a aparecer en los escudos cuando se pretendía representar la pertenencia a la respectiva orden. En particular, los escudos de municipios que en el pasado fueron dominios de aquellas órdenes, contenían frecuentemente la respectiva cruz.

#### Castillos
El castillo es una de las figuras más representadas en la heráldica portuguesa, siendo uno de los aspectos donde la influencia de la tradición íbera aún se hacía sentir. Se utiliza frecuentemente para representar determinados poblamientos o acciones militares, especialmente en lo que respecta a asedios o defensa de fortificaciones. Un castillo representado en un escudo también puede referirse específicamente a los castillos de las armas de Portugal. Durante el reinado de Alfonso III (1248-1279), las armas de Portugal fueron acrecentadas con una bordura roja sembrada de castillos de oro (más tarde, fijados en siete). Fue en este reinado cuando finalizó la reconquista definitiva del Algarve a los moros y la asunción del título complementario de "Rey del Algarve" por parte del rey de Portugal, acontecimiento este que coincidió con la introducción de la bordura de castillos. Esta coincidencia temporal dio lugar a la relación entre ambos acontecimientos, siendo la bordura de castillos popularmente asumida como representación de las armas del Reino del Algarve. Ahora se piensa que eso sería un mito y que –en realidad– la bordura de castillos tendrían su origen en las armas dinásticas de la reina Urraca de Castilla, madre de Alfonso III e incorporadas en las armas de este cuando aún era infante, para diferenciarlas de las armas de Portugal cuyo legítimo usuario sería el rey Sancho II, su hermano. Tal vez por deferencia con su hermano, Alfonso III habría mantenido la bordura incluso después de asumir el trono, sin revertirlo nunca a las armas originales de Portugal. Los castillos de las armas de Portugal se utilizaron más adelante como aumento de honor.

### Aumentos de honra

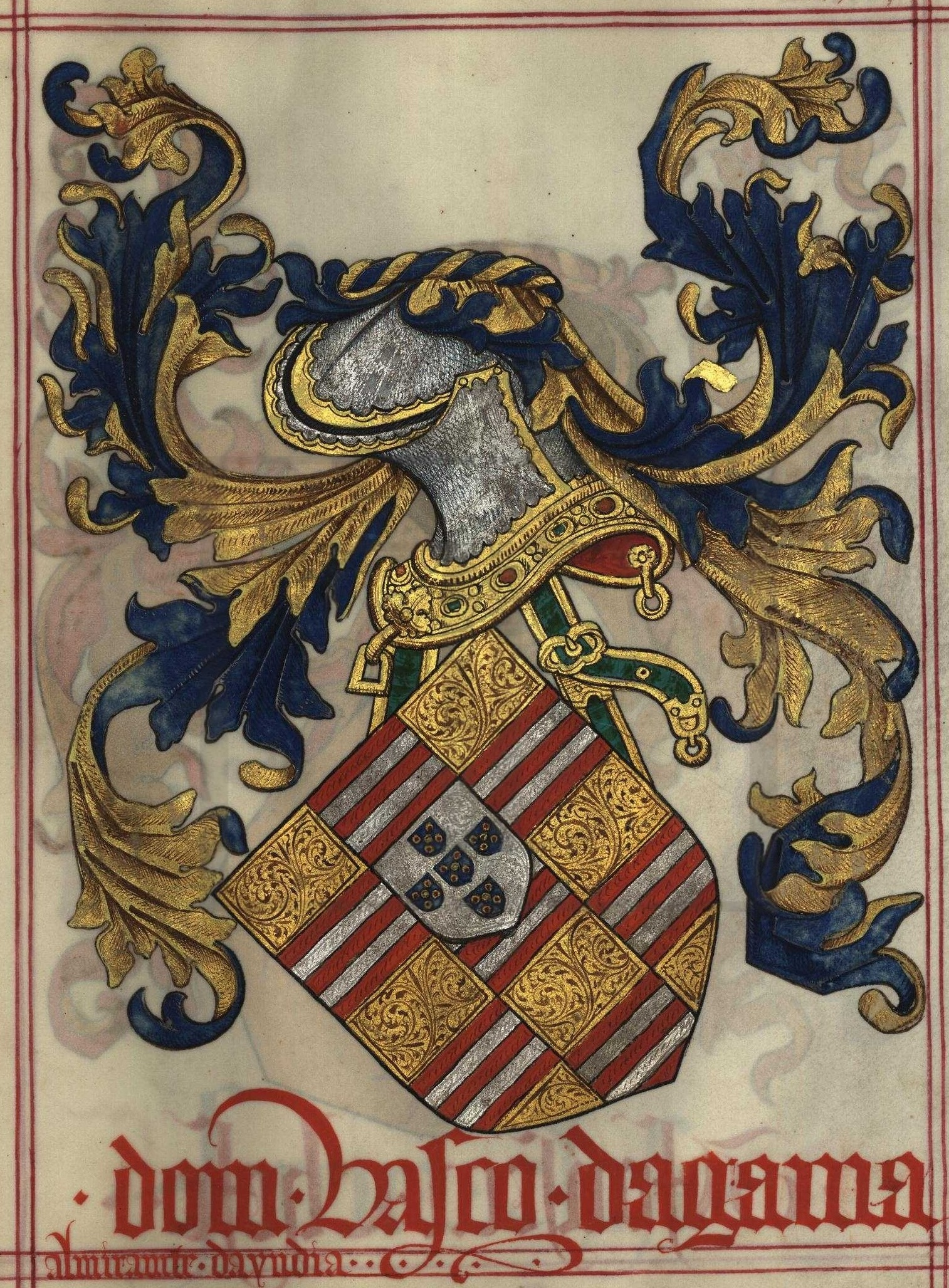
Escudo de Vasco da Gama, con un antiguo escudo portugués como añadido de honor.

El aumento de honra a un escudo de armas consistía en una recompensa o acto de reconocimiento otorgado por los monarcas portugueses al poseedor del mismo. Podría realizarse en el campo del escudo o en alguno de los elementos exteriores, especialmente en el timbre.
Uno de los aumentos más honrosos era la inclusión de elementos de las armas de Portugal, especialmente de quinas (escudetes azules, con cinco besantes de plata en sotuer). Las quinas se podían aumentar bajo forma de escudetes de Portugal antiguo (de plata, con cinco quinas en aspa), de borduras de plata cargadas de quinas o en otras disposiciones. También fueron concedidos aumentos de castillos de la bordura del escudo de Portugal, de empresas personales de los monarcas (especialmente la esfera armilar de Manuel I) e incluso elementos de las armas de reinos extranjeros en cuyas casas reales los monarcas portugueses tenían antepasados.
En el período de decadencia de la heráldica fueron efectuados aumentos de honra que consistían en acuartelar o empalar las armas de Portugal sin diferencia alguna, como las armas del poseedor del escudo. Este tipo de aumento era una clara infracción de la legislación heráldica que reservaba el uso de las armas completas de Portugal al monarca.
El aumento con elementos de las armas de Portugal siguió previéndose en tiempos modernos, particularmente en el contexto de la heráldica militar.
Con todo, muchos de los aumentos de honra concedidos consistieron en la introducción de elementos (piezas, figuras, leyendas u otros) relacionados con los hechos y méritos que originaron la recompensa.

### Brisuras y particiones

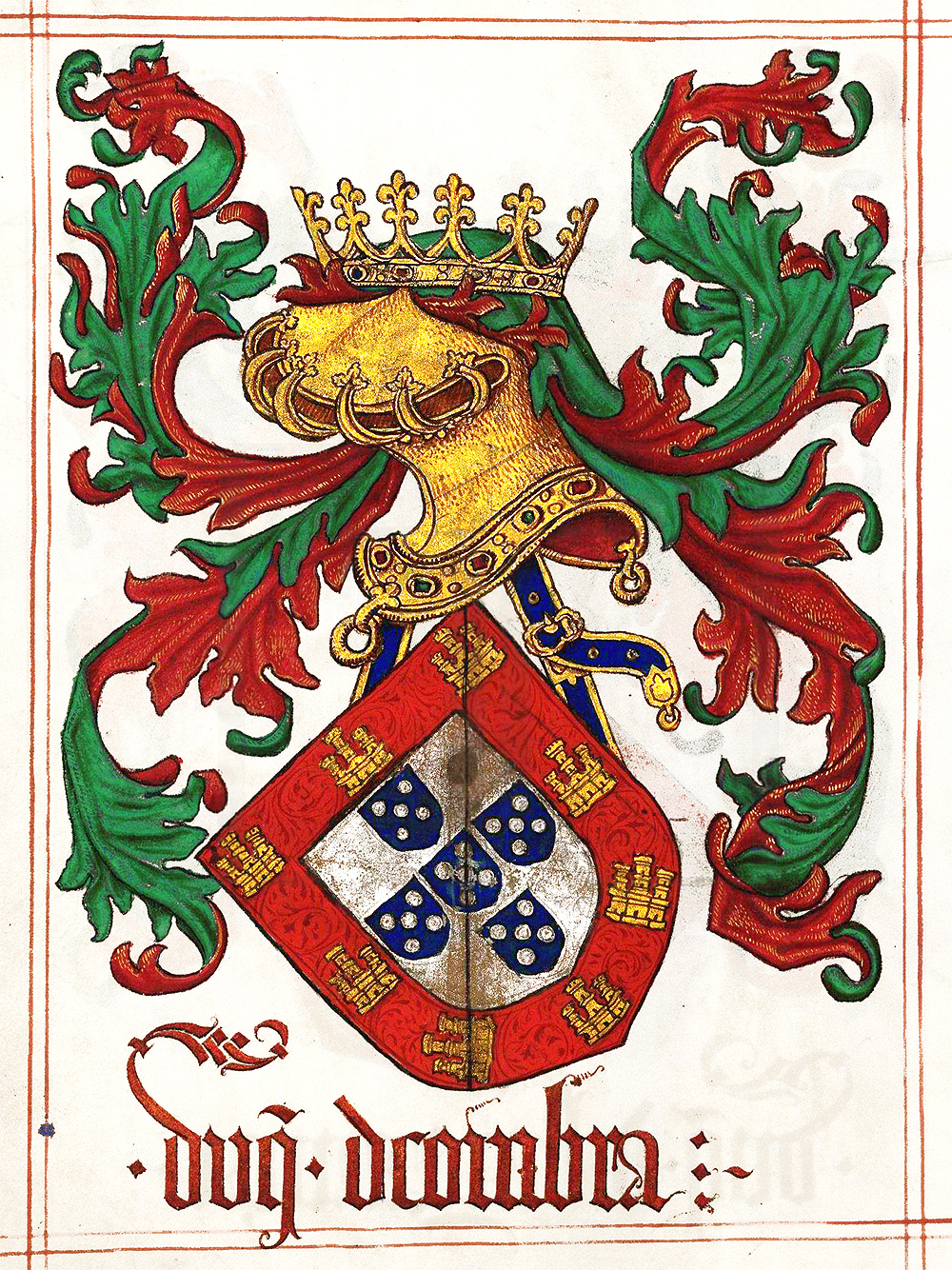
Armas de Portugal con partición de bastardia, atribuidas a Jorge de Lencastre, duque de Coimbra, hijo ilegítimo del rey Juan II

El actual sistema portugués de brisuras y particiones heráldicas resulta de la legislación de Manuel I. Esta legislación establecía que el jefe de un linaje, real o no, es la única persona que puede tener derechos de armas de la familia, sin brisura alguna. Nadie más puede tenerlos, ni siquiera el presunto heredero del linaje. Los restantes miembros del linaje –y apenas en el caso en que tengan derecho al uso de escudo de armas– tienen que colocar en el mismo una brisura o, en el caso de descendientes ilegítimos, una partición en el mismo.
El sistema de brisuras de la familia real es similar al vigente en otros países europeos y se basa en la colocación de un lambel brocante sobre el escudo de Portugal, cuyo modelo identifica al hijo del monarca y su lugar en el orden sucesorio al trono. El supuesto heredero usa el lambel simple, mientras los restantes miembros de la familia lo usan con uno pie cargado, o más, con elementos de las armas del segundo progenitor.
El sistema de brisuras entre linajes populares (familias nobles distintas a la real) es único y distinto de los vigentes en los restantes países europeos. Este sistema no pretende identificar el lugar en el orden de sucesión de los poseedores de escudos, sino identificar de que abuelos heredó sus armas. Este origen está marcado por la diferenciación del escudo mediante la colocación de una brisura en el cantón (u otra posición apropiada, cuando el cantón ya está ocupado por piezas y figuras) que contiene una determinada figura. La brisura y la figura respectiva indican si las armas tienen origen en el abuelo paterno, la abuela paterna, el abuelo materno o la abuela materna. Este sistema se enmarca dentro de la tradición portuguesa de que las armas se pueden heredar y transmitir tanto por vía femenina como por vía masculina, como suele ser más habitual en la mayoría de las restantes tradiciones europeas.
Junto con las brisuras que señalan una afiliación legítima, existían la particiones que servían para identificar una filiación ilegítima. En la heráldica portuguesa, el sistema de particiones es idéntico para los linajes reales y los populares siguiendo el modelo general vigente en Europa. Consiste en la colocación de bastones en banda o filetes en contrabanda, brocantes en el escudo. El número y formato de estas piezas identificaban el tipo de filiación ilegítima (filiación natural, bastardía, etc.), así como la generación en términos de ilegitimidad del poseedor de las armas (hijo ilegítimo, nieto de hijo ilegítimo, etc.). En la Edad Media y en los siglos siguientes, la filiación ilegítima no tenía el estigma negativo que adquiriría más tarde, por lo que las armas con particiones se usaban con orgullo por sus poseedores, convirtiéndose algunas de ellas en armas de familias ilustres de la nación.

### Formato de escudo
En armería, el formato utilizado en el escudo de armas generalmente cae dentro del ámbito del gusto y criterio artístico y, por lo tanto, no estaba fijado en el ordenamiento de aquel. La excepción se da con los escudos de las mujeres, que deben tener siempre forma de losange, salvo los de las reinas, que deben colocarse sobre un escudo normal.

Formas de los escudos heráldicos ibéricos (españoles y portugueses), ingleses, franceses, italianos, suizos, alemanes, polacos y de damas y torneos

Los escudos se representaban en los formatos y estilos que mejor se adaptaban a las modas y gustos de las respectivas épocas, así como los que mejor se adaptaban al soporte o lugar donde se exhibían. El escudo de punta redonda, de tradición ibérica, fue, con todo, el que mayor uso tuvo en Portugal desde los inicios de la heráldica, hasta el punto de que a menudo se hacía referencia a este formato como "escudo portugués". En 1910 se adoptó como formato oficial del escudo de armas de Portugal, en 1930 se convirtió en el formato obligatorio para su uso en armas municipales y hoy también es el formato estándar para las armas de algunos miembros de las Fuerzas Armadas portuguesas.
En algunas épocas pasadas, aún así, se usaron otros formatos con mayor frecuencia. Así, el escudo de lágrima, de forma de almendra, (llamado "normando") se utilizó en el siglo XII; el escudo en punta en el siglo XIV; el escudo de cabeza de caballo (llamado "italiano") y cartela era más habitual en el siglo XVIII y el escudo ovalado en el siglo XIX. 
En el reinado de Manuel I (1495-1521), se usó bastante un formato de  escudo peculiar con la punta redonda rematada en pico y con el borde superior achaflanado formando tres puntas. Desde finales del siglo XVII hasta principios del XX, la forma de escudo más intensamente usado fue de punta redondeada en los cantos y terminada en pico (el llamado escudo "francés").

## Ramas

### Heráldica personal y de familia
Hasta el reinado de Juan I (1385-1433), no existía ninguna regulación de la heráldica personal en Portugal. La concesión de armas no era entonces prebenda reservada a la corona portuguesa, siendo muchas de ellas asumidas por los propios poseedores o concedidas por grandes señores a sus vasallos. La reglamentación de uso se comenzó a hacer durante este reinado, siendo nombrado el primer rey de armas, un inglés de nombre Arrieta (o Harriet) que habría llegado a Portugal en el séquito de la reina Felipa de Lancaster. En el reinado de Alfonso V, mediante la carta regia de 21 de mayo de 1466, la regulación es más profunda, pasando la concesión de armas a estar reservada para la Corona, mediante el rey de armas de Portugal.
En el reinado de Manuel I (1495-1521), se publicó un paquete de legislación heráldica bastante integral que aún se mantiene como la base del sistema portugués de heráldica personal. Establece el estatuto de los diferentes oficiales de armas (reyes de armas, heraldos y persevantes) y regula la heráldica de los linajes reales (que incluyen a los miembros de la casa real) y de los linajes populares (que incluyen miembros del resto de la nobleza). Esta legislación reserva a la nobleza el uso de las armas, implícitamente prohibiendo su uso por los burgueses, hasta que no se les impida usarlos. Las armas de los miembros del clero se enmarcan sobre todo dentro de la rama de la heráldica eclesiástica.
Contrariamente al mito popular, las armas de familia no se destinan al uso libre y universal de todos los miembros de referida familia y hasta a aquellos que tienen un nombre de familia igual. Aunque representan genericamente a una determinada familia, son en realidad las armas individuales del respectivo jefe y sólo pueden ser usadas por él. Los restantes miembros de la familia –incluido el presunto heredero del jefe de la misma– no pueden usar las armas completas de la familia, teniendo que diferenciarlas de una de las formas definidas en la legislación heráldica. La diferenciación concreta a adoptar tenía que ser antiguamente decidida por un rey de armas.
A semejanza de las tradiciones ibérica y británica, pero al contrario de lo que ocurría en la mayoría de las restantes geografías europeas, la tradición portuguesa siempre se ha caracterizado por permitir que las mujeres fueran cabeza de familia y como tales podían heredar, usar y transmitir sus respectivas armas a sus herederos.

#### Heráldica de linajes populares
La heráldica de los linajes reales se refiere a los símbolos heráldicos usados por los miembros de la familia real portuguesa (monarcas, consortes, príncipes e infantes) y por sus descendientes hasta la cuarta generación.

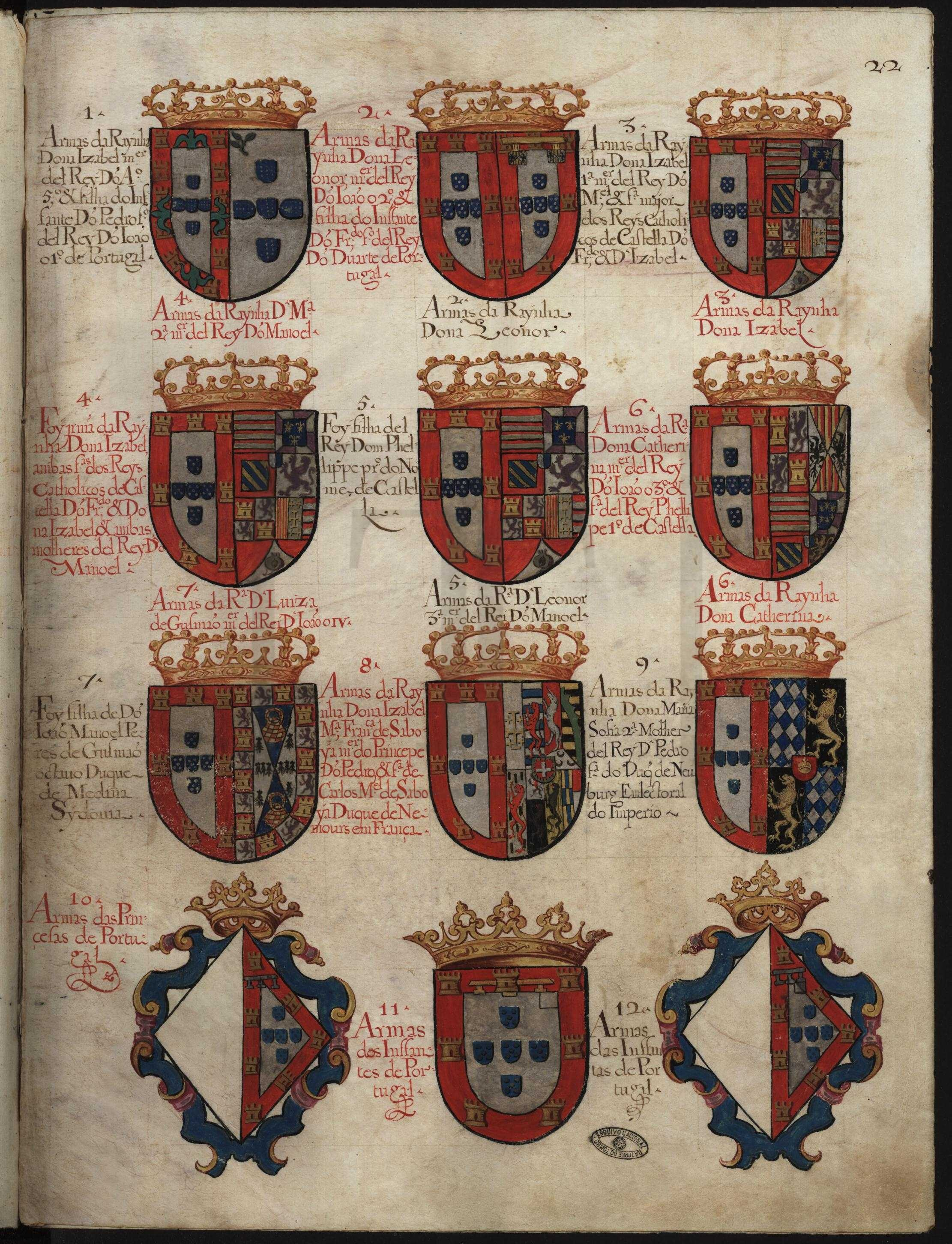
Armas de várias rainhas e modelos das armas de princesa, de infante e de infanta de Portugal, Thesouro da Nobreza, 1675

Hasta el siglo XIV no había reglas fijas relativas a la heráldica de los linajes reales en Portugal. Se seguía, con todo, una práctica que consistía en que los hijos de los monarcas utilizaran una variante de las armas portuguesas. Esta variante se podía obtener reordenando los elementos de esas armas y del aumento con elementos adicionales (piezas, borduras y figuras), frecuentemente retirados de las armas de sus respectivas madres. Se piensa incluso que el origen de las actuales armas de Portugal fue precisamente una de estas variantes, que constituirían las armas del futuro Alfonso III cuando aún era infante y hermano del rey Sancho II. Así, siendo infante, y no teniendo por tanto derecho a utilizar todas las armas reales (reservadas al rey de Portugal, su hermano), habría diferenciado éstas (que en la época se ordenaban en plata, cinco escudetes azules dispuestos en aspa, los laterales apuntando al centro, cada uno sembrado de besantes de plata) con el aumento de una bordura roja sembrada de castillos de oro, procedente de las armas dinásticas de su madre, Urraca de Castilla. Tras deponer a su hermano y asumir el trono en 1248, Alfonso III no volvió a las armas reales originales, manteniendo sus armas con la bordura de castillos, que pasaron a ser las de Portugal. Las antiguas armas del Portugal sin una bordura (heráldicamente conocidas como "Portugal antiguo") comenzaron entonces, y hasta finales del siglo XIV, a ser utilizadas como armas de los bastardos reales. Posteriormente comenzaron a utilizarse como aumento de honra o como armas reales simplificadas.
A principios del siglo XIV las armas reales comenzaron a representarse ocasionalmente con una corona asentada sobre el escudo, siendo más tarde introducida también un timbre, formado por una serpiente o un dragón de oro. Durante el reinado de Juan I (1385-1433), época en la que la heráldica portuguesa estaba fuertemente influenciada por la heráldica inglesa, se introdujo un sistema de brisuras para los hijos del monarca, que consistía esencialmente en diferenciar las armas reales con un lambel brocante, cuyo campo variaba dependiendo del hijo. Durante este reinado también se introdujo el uso de empresas o emblemas heráldicos por parte de los miembros de la familia real. Una de estas empresas, la esfera armilar de Manuel I obtendría la condición de símbolo nacional, llegando incluso a incorporarse a las armas nacionales.
El sistema definitivo de heráldica de los linajes reales fue establecido por el rey Manuel I, en el ámbito de su legislación heráldica. Sigue reglas estrictas, en las cuales incluye un sistema de brisuras reales para distinguir las armas de los diferentes miembros de la familia real. Según este sistema, sólo el monarca y jefe de la familia real puede utilizar las armas de Portugal completas e indiferenciadas. Nadie más podía hacerlo, ni siquiera el príncipe heredero.
El consorte real usa armas ordenadas como partido, las armas de Portugal en I y las armas de la respectiva dinastía en II. Una reina (reinante o consorte) es la única mujer cuyas armas se representan en un escudo y no en un losange.
Los hijos varones del monarca usan las armas de Portugal diferenciadas por un lambel. El príncipe heredero (hijo mayor) usa el lambel con todos los pies vacíos. Los infantes (hijos segundos) tienen uno o más pies cargados con las armas dinásticas de su madre (o del padre, si el monarca era mujer). Así, el primer infante, tiene sólo el pie izquierdo cargado; el segundo infante, tiene el pie izquierdo y el derecho; y, finalmente, el tercer infante y los siguientes tienen los tres pies cargados. El hijo mayor del príncipe heredero (segundo en la línea de sucesión y titulado "príncipe de Beira" desde 1734) usa un lambel con cada uno de los tres pies cargados con una rosa heráldica.
A pesar de no ser infante, cuando duque Jaime I de Braganza fue jurado como heredero interino al trono en 1498, comenzó a usar armas de infante (armas de Portugal diferenciadas por un lambel, con sus pies cargados con las armas de Aragón y Sicilia). Incluso después de haber dejado de ser heredero al trono, Jaime I y los siguientes duques continuaron usando estas armas, que se convirtieron en las de la Casa de Braganza hasta 1640.
Las hijas del Monarca, tanto princesas como infantas, usan sus armas con forma losange en lugar de escudo. Para todas ellas, mientras fueran solteras, la losange se ordenaba como partida, llena de plata en I, las armas de Portugal en II. Cuando se casaban, las armas de su marido eran colocadas en I. Aunque no estaba incluida en el regimiento de armería de Manuel I, en el siglo XVII, al parecer las princesas y los infantes habrían empezado a llevar etiquetas como los príncipes y los infantes.
| Sistema de diferencia real     | Sistema de diferencia real | Sistema de diferencia real        | Sistema de diferencia real                           | Sistema de diferencia real | Sistema de diferencia real | Sistema de diferencia real  | Sistema de diferencia real |
| ------------------------------ | -------------------------- | --------------------------------- | ---------------------------------------------------- | -------------------------- | -------------------------- | --------------------------- | -------------------------- |
|                                |                            |                                   |                                                      |                            |                            |                             |                            |
| Monarca y Jefe de la Casa Real | Consorte real              | Príncipe heredero (Príncipe Real) | Primogénito de príncipe heredero (Príncipe de Beira) | Primer infante             | Segundo infante            | Tercer infante y siguientes | Princesas e infantas       |

Los miembros de las ramas secundarias de la familia real mantenían el derecho a la inclusión de cuarteles de las armas de Portugal, con la brisura correspondiente. Desde la segunda generación, correspondiente a los hijos de infantes, sus armas serían ordenadas como acuarteladas de las armas diferenciadas de Portugal con las armas de sus restantes antepasados. Las armas distintivas de Portugal tenían el privilegio de ocupar siempre el primer cuartel del escudo, aunque hubieran sido heredadas por vía secundaria. A partir de la cuarta generación se perdía la condición de miembro de la familia real y el correspondiente derecho a usar las armas de Portugal en su escudo.

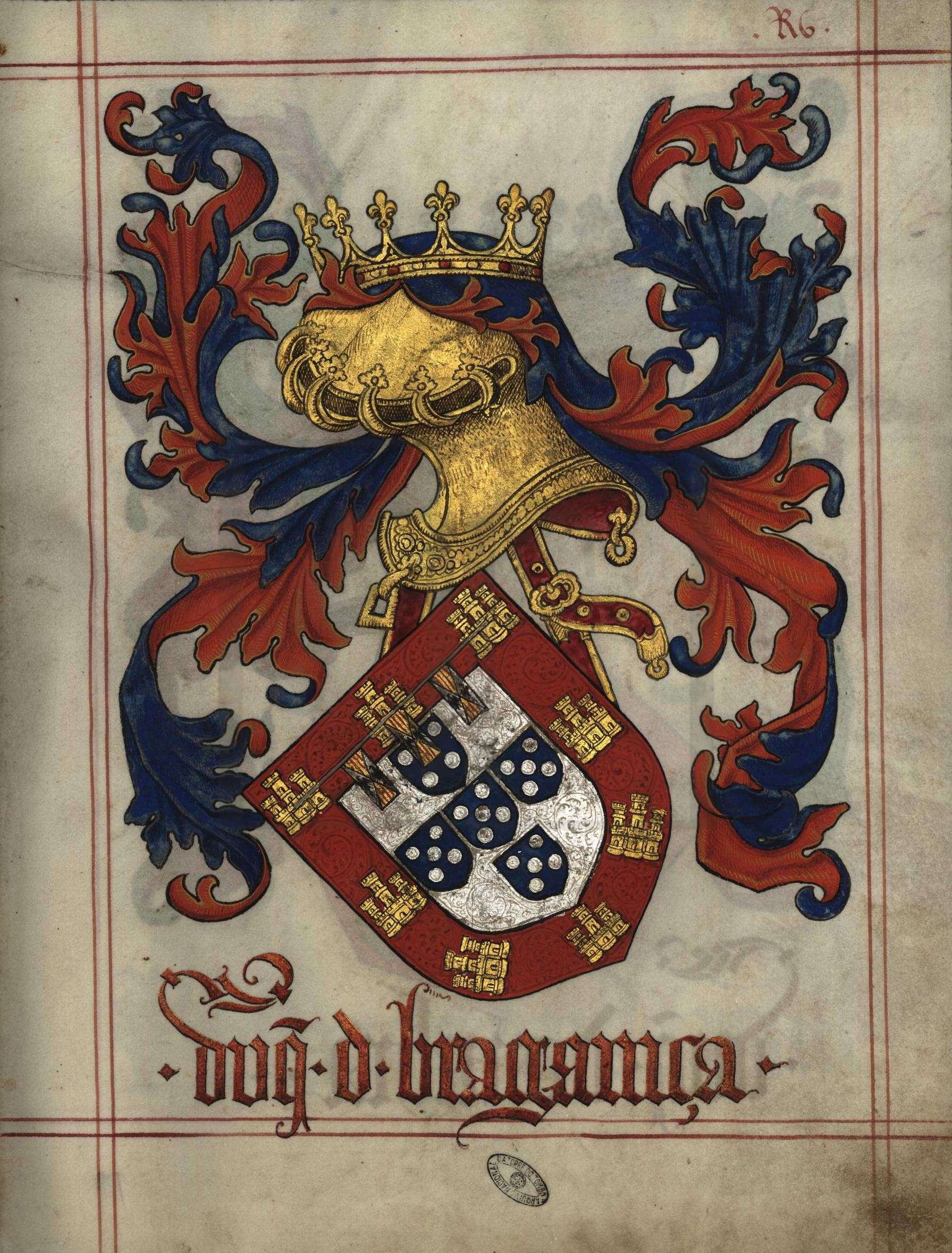
Armas de los Duques de Braganza, idénticas a las del Infante de Portugal del Duque D. Jaime I. Livro do Armeiro-Mor, siglo XVI

Además del sistema de brisuras, la legislación heráldica de Manuel I también estableció un sistema de particiones para las armas de los hijos ilegítimos de los reyes. Éstos también tenían derecho a usar las armas de Portugal, pero diferenciados por una partición. Los distintos modelos de particiones identificaban específicamente el tipo de ilegitimidad del poseedor del arma, de acuerdo con el antiguo sistema portugués que incluía las siguientes clasificaciones: 
- natural (hijo de ambos progenitores solteros),
- bastardo (hijo de progenitor casado y progenitor soltero),
- adulterino (hijo de progenitores ambos casados, pero no entre sí),
- incestuoso (hijo de progenitores familiares cercanos) y
- sacrílego (hijo de uno o ambos progenitores eclesiásticos).[8]

Las particiones se colocarían brocantes sobre las armas y consistían en una cotiza en banda para los hijos naturales y en filetes de contrabanda, respectivamente, en negro para los bastardos, con azul entado para los adulterinos, de verde entado  para los incestuosos y de rojo entado para los sacrílegos.
Como hijo bastardo del rey Juan II, a Jorge de Lencastre, le fueron entregadas como armas las de Portugal como una partición de bastardia (filete en contrabanda, brocante sobre todo). Estas armas con partición en bastardia continuaron siendo usadas por los descendientes de Jorge y se convirtió en el escudo de la Casa Ducal de Aveiro.
A finales del siglo XVII el estatuto de los miembros de la casa real pasó también a estar señalado por un sistema de coronas y coronetas colocados sobre el escudo. Así, las armas del monarca y de su consorte contenían una corona real (de ocho arcos, cinco visibles), las del príncipe heredero (titulado "príncipe de Brasil" entre 1645 y 1815 y "príncipe real" a partir de entonces) y las del primogénito del príncipe heredero (titulado "príncipe de Beira" desde 1734) contenía una corona de príncipe (con cuatro arcos, tres visibles). Las armas de los infantes contenían una coronilla de duque, que más tarde pasaría a contener una coronilla de infante específica (coronilla de duque, con cubierta roja).

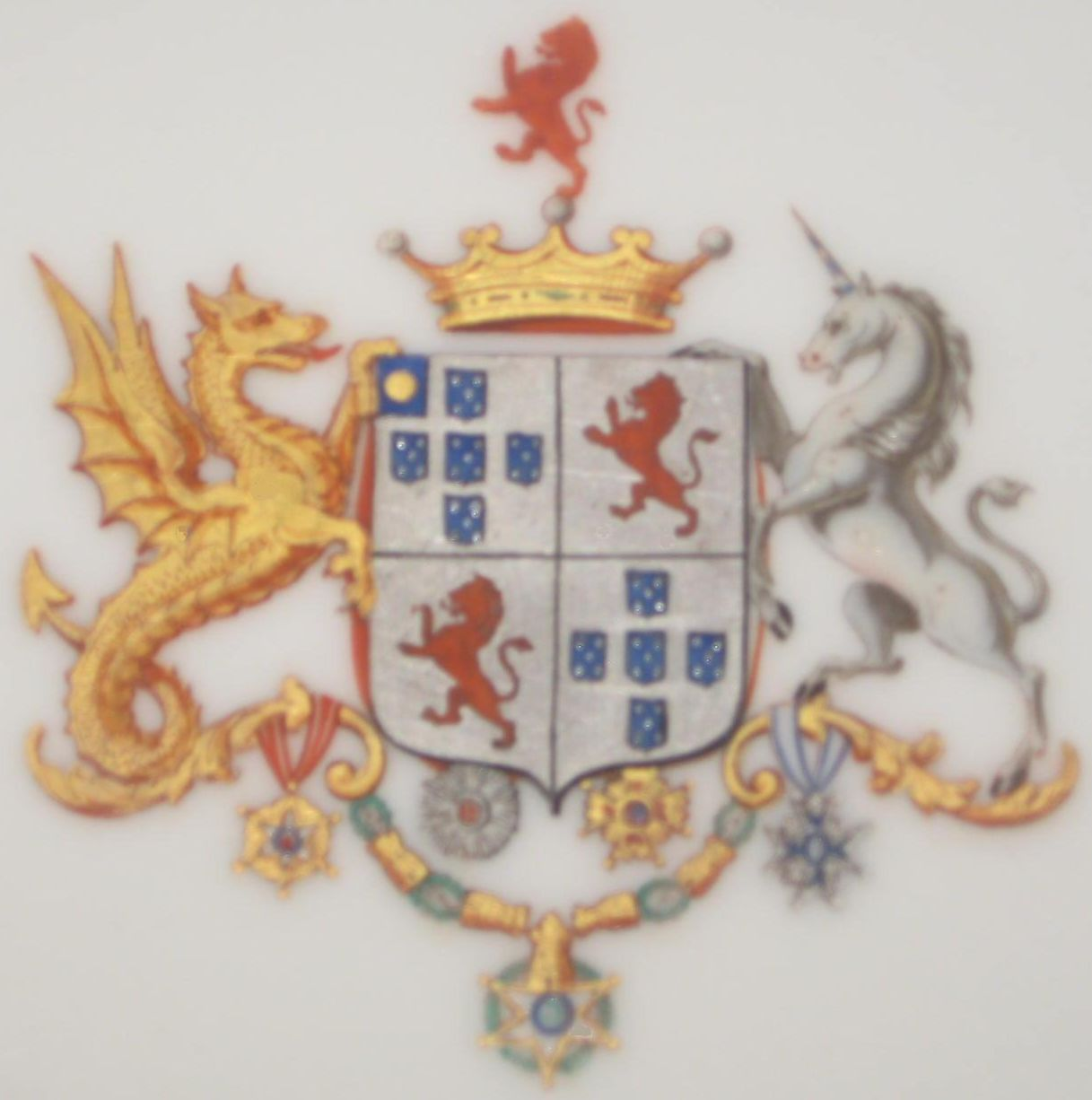
Arma otorgada al Vizconde de Trindade en 1853, cuyo escudo fue ordenado como el de las armas de la familia Sousa-Prado distinguiéndose en el cantón por una brisura azul, cargada de un besante de oro.

Durante el período de decadencia heráldica que se acentuó a partir del siglo XVIII y se prolongó hasta finales del siglo XIX, el sistema de brisuras reales se descuidó. Pasó a ser común, por ejemplo, el uso de las armas completas de Portugal sin un correspondiente brisura por los príncipes herederos, siendo sus armas apenas diferenciadas de las armas reales por el uso de la corona del príncipe en lugar de la corona real. Ocasionalmente, incluso miembros secundarios de la familia real llegaron a utilizar las armas de Portugal sin diferenciaciones.
En la segunda mitad del siglo XIX se generalizó la representación de las armas personales del monarca conteniendo un pabellón real de púrpura forrado de armiño, pendiente de la corona real. Este pabellón estaba frecuentemente decorado con las quinas y castillos de las armas de Portugal.
Dentro del ámbito de la heráldica portuguesa, las familias nobles sin relación directamente con la familia real se denominan "linajes populares". La heráldica de los linajes populares también estuvo regulada por la legislación de Manuel I.

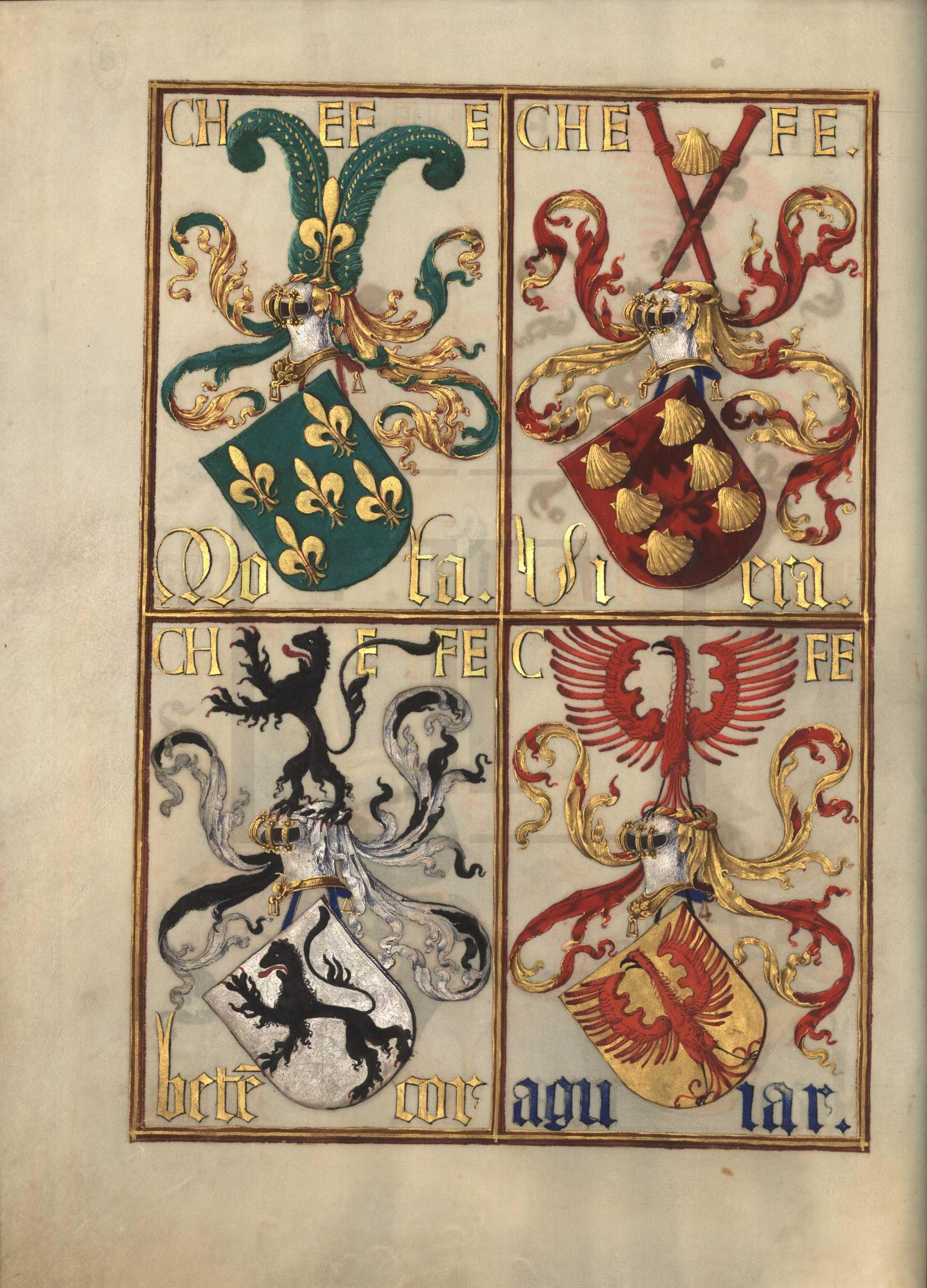
Armas de los jefes de las familias Mota, Vieira, Bettencourt y Aguiar, Libro de Nobleza y Perfección de las Armas,.

Las reglas heráldicas de los linajes populares tenían en consideración el reflejo en la heráldica de algunas leyes, usos y costumbres antiguas propiamente portugueses. Así –y al contrario de lo ocurrido en la mayoría de los restantes estados europeos hasta el siglo XX–, en Portugal, las mujeres siempre mantuvieron el derecho de asumir la jefatura de una familia, así como los derechos de poder heredar, ser titular y transmitir títulos, señoríos o cargos hereditarios. Otra costumbre portuguesa era la posibilidad de que los nombres de familia atribuidos a determinada persona podía venir tanto del padre como de la madre, e incluso se podían atribuir apellidos de antepasados que ya no eran utilizados por los propios padres. Estos usos y costumbres se reflejaron en la heráldica, cuando las armas personales de una persona podían incluir cuarteles conteniendo armas tanto de los antepasados de la parte paterna como materna.
El jefe de una familia era la única persona que podía utilizar las armas completas e indiferenciadas del linaje. Si una persona era jefe de dos familias, usaba un escudo partido, con las armas de cada uno de ellas repartidas entre las dos particiones. Si era jefe de tres o más familias usaba un escudo cuartelado, estando las armas de los linajes repartidas entre los distintos cuarteles.
Una mujer que tenía un título nobiliario, que fuese titular de un señorío o tierra con jurisdicción o que fuese alcadesa tenía derecho al uso de armas. Las reglas anteriores se aplicaban a las armas femeninas, pero éstas siempre se colocan sobre un losange y no sobre un escudo.
Un miembro de los linajes populares que no fuera jefe de familia también podría tener derecho al uso de armas. Estas eran normalmente acuarteladas y los cuarteles contenían las armas del padre y de la madre. En el sistema básico, las armas del padre figurarían en los cuarteles I y IV y las armas de la madre se mostrarían en los cuarteles II y III. Otra opción era ocupar cada uno de los cuatro cuarteles con armas de cada uno de los cuatro abuelos. Todas las armas constantes de los cuarteles tenían que estar representadas diferenciadas, toda vez que el poseedor de las armas no era el jefe de ninguna de ellas.
La legislación de Manuel I introdujo un sistema de brisuras que tenía como objetivo diferenciar las armas de los hijos segundos de linajes populares. Al contrario del sistema portugués de brisuras reales y de los sistemas de brisuras heráldicas vigentes para la nobleza de la mayoría de los restantes países europeos, el sistema portugués de brisuras populares no tenía como objetivo identificar el orden de sucesión del poseedor de armas dentro de la familia, sino más bien identificar de cuál de los antepasados fueron las mismas heredadas. Las brisuras serían normalmente colocadas en los cantos derecho del escudo, excepto que ya estuviera ocupada por otra pieza o figura, y entonces se colocarían en otra posición. Para las armas provenientes del abuelo paterno la brisura sería una punta, flor de lis, merleta, luna creciente u otra figura; para las provenientes del abuelo materno sería una brisura cargada con una de esas figuras; para las provenientes del abuela paterna sería una media brisura cargada con una de las figuras y para las llegadas de la abuela materna sería una brisura cargada con un cojín y este con una de esas figuras.
Durante el período de decadencia de la heráldica, a algunas personas recién ennoblecidas les fueron atribuidas armas de familias a las que no pertenecían, simplemente por tener el mismo apellido que ellos. En casos como estos, las brisuras populares fueron erróneamente usadas para diferenciar las armas de los recién ennoblecidos de las armas de la familia original. La práctica heráldica correcta debería haber tenido una ordenación de las armas enteramente nuevas para los referidos recién ennoblecidos.
El sistema de particiones a aplicar a las armas de los hijos ilegítimos en los linajes populares era el mismo que el de los linajes reales. Como aquel, preveía pausas específicas para las armas de los hijos naturales (cotiza en banda), bastardos (filete de negro en contrabanda), adulterinos (filete entado de azul en contrabanda), incestuosos (filete entado de verde en contrabanda) y sacrílegos (filete rojo entado de rojo en contrabanda). Sin embargo, las particiones bastardas de los linajes populares fueron más detalladas que las de los linajes reales, prediciendo particiones específicas no sólo para los propios bastardos, sino también para sus descendientes. Así, el hijo bastardo de un bastardo usaría dos filetes de negro en contrabanda y el nieto de un bastardo cuyo padre también fuese bastardo usaría tres filetes. Por otro lado, los descendientes legítimos de los bastardos verían reducidas sus particiones. Así, el hijo legítimo de un bastardo usaría un filete a dos tercios de longitud y el nieto legítimo de un abuelo bastardo cuyo padre también era legítimo usaría un filete a un tercio. Para la cuarta generación legítima, desaparecía la partición de bastardía.
Al final del siglo XVII se introdujo un sistema de coronillas heráldicas idéntico al que estaba vigente en la mayor parte de Europa, con un modelo específico para cada título.
| Coronillas heráldicas de la nobleza portuguesa | Coronillas heráldicas de la nobleza portuguesa | Coronillas heráldicas de la nobleza portuguesa    | Coronillas heráldicas de la nobleza portuguesa | Coronillas heráldicas de la nobleza portuguesa |
| ---------------------------------------------- | ---------------------------------------------- | ------------------------------------------------- | ---------------------------------------------- | ---------------------------------------------- |
|                                                |                                                |                                                   |                                                |                                                |
| Duque                                          | Marqués Consejero de Estado                    | Conde Vizconde y barón con grandeza Par del Reino | Vizconde                                       | Barón                                          |

En la segunda mitad del siglo XIX, durante el período de la monarquía constitucional de Portugal (1820-1910), fue introducida una distinción específica para uso en las armas de los consejeros de Estado y de los pares del Reino. Consistía en un manto negro forrado de armiño, pendiente de la respectiva coronilla, que era la propia de marqués para uso de los consejeros de Estado y la de conde en el caso de los pares del reino portugués.

#### Armas plebeyas
Hasta el reinado de Juan I, no había en Portugal aparentemente restricciones en el uso de armas por parte de los plebeyos. La primera restricción ocurrió en esta época como una prohibición del uso de oro en los armoriales plebeyos.
La carta regia del 21 de mayo de 1466 firmada por Alfonso V prohibió el uso de cualquiera de los metales en las armas de los plebeyos, lo que teóricamente implicaba que apenas podían incluir más que colores y revestimientos.
La legislación del reinado de Manuel I vanía expresamente a reservar el uso de armas a los miembros de la nobleza, impidiendo implícitamente su uso a los plebeyos. Esta restricción permaneció hasta el final del régimen monárquico en 1910 y la subsiguiente abolición de los fueros nobiliarios. Sin embargo, el resultado de esta restricción habría sido meramente teórico e intrascendente, ya que en la práctica los potenciales plebeyos portadores de armas eran burgueses notables, siendo común que tales miembros de esta clase destacaran en carreras políticas, administrativas o militares, así como en la cultura o la economía habiendo sido recompensados por la Corona con títulos nobiliarios, pudiendo por tanto usar armas.

### Heráldica cívica
La heráldica cívica, o heráldica territorial, constituye la rama de la heráldica portuguesa que incluye las armas y otros símbolos heráldicos usados por el propio país y por las entidades territoriales que lo forman, incluidas las regiones, los municipios y las freguesías.

#### Armas nacionales
|                           |
| 1095 - 1139? (hipotético) |

|                                              |
| 1139? - 1247 (1.º confirmado históricamente) |

|             |
| 1248 - 1385 |

|             |
| 1385 - 1481 |

|                 |
| 1481 – presente |

Los símbolos heráldicos nacionales de Portugal se desarrollaron por transformación de los antiguos símbolos reales. Las antiguas armas reales de Portugal gradualmente fueron asumidas como las armas nacionales. Las antiguas armas reales y actuales armas nacionales se conocen por "Quinas", designación tomada de los cinco escudetes que constituyen su elemento fundamental.

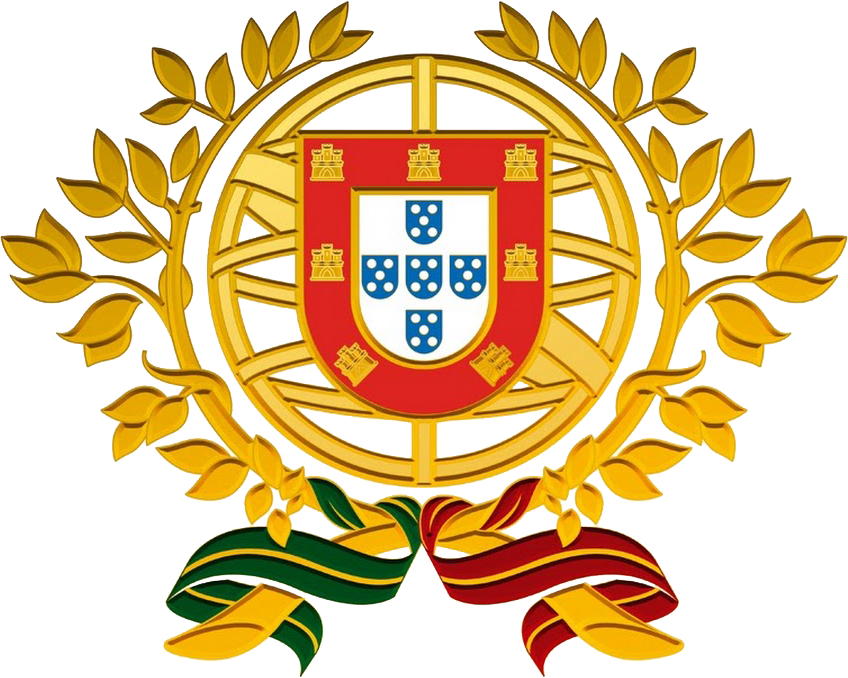
Armas nacionales de Portugal, según el estilo gráfico utilizado por la Presidencia de la República desde 2016

El actual modelo de las armas nacionales se estableció en 1910, tras la implantación del régimen republicano. El escudo tradicional de Portugal se mantuvo como elemento central, pasando a esta descansando sobre una esfera armilar de oro.
Se establecieron tres versiones de armas nacionales. La más simple consistía únicamente en el escudo de Portugal sobre la esfera armilar, siendo la versión mostrada en la bandera nacional. En la segunda versión, la esfera armilar y el escudo estaban rodeados por dos ramas de laurel, atadas en la base con una cinta blanca que contiene la inscripción camoniana "Esta es la dichosa patria amada mía", destinada a ser mostrada en los estandartes nacionales privativos de cada unidad militar. La tercera versión es semejante a la segunda, aunque la cinta que ata las ramas de laurel no lleva inscripción alguna, destinándose a su uso en emblemas, sellos y monedas.
El escudo de armas de Portugal en sí mismo es el resultado de cerca de 300 años de evolución, entre el siglo XII y el XVI. El escudo de armas hipotéticamente usado por Alfonso I de Portugal, cuando subió al trono en 1143, sería un escudo de plata, con una cruz de azul. Este escudo habría evolucionado como el primero cuya existencia está históricamente confirmada por lo menos desde el reinado de Sancho I de Portugal (1185-1211) y que era un escudo de plata, con cinco escudetes azules dispuestos en cruz, los dos laterales apuntando al centro, cada cual sembrado de besantes de plata. 
En el reinado de Alfonso III (1238-1253), el escudo aumentó su honra añadiendo una bordura roja sembrada de castillos de oro. Entre finales del siglo XIII y principios del siglo XIV, el número de besantes constantes en cada uno de los cinco escudetes se fijó en cinco, dispuestos en sotuer. Fue a partir de entonces cuando los citados escudos pasaron a ser conocidos popularmente como "quinas", por su semejanza con la cara cinco de los dados de jugar, designación que, por sinécdoque, pasó a aplicarse también a las armas de Portugal en su conjunto. 
En el reinado de Juan I (1385-1433), se añadió al escudo una cruz de la Orden de Avis (cruz floreada, en verde), normalmente representada por la colocación de las puntas en forma de flor de lis de sus cuatro brazos sobre la bordura, entre los castillos. 
En 1481, el rey Juan II ordenó una reforma del escudo de Portugal, corrigiendo lo que fue visto como errores heráldicos. Así pues se quitó la cruz de la Orden de Avis y los escudetes laterales se colocaron derechos. No se definió aún el número de castillos cargados en la bordura, aunque acabaron estableciéndose en siete a finales del siglo XVI, siendo esta la versión vigente.

#### Heráldica local
La heráldica locales abarca los símbolos heráldicos de los que en Portugal se definen constitucionalmente como autoridades locales, es decir, las freguesías, los municipios y las regiones administrativas nunca realmente creadas. Es una de las ramas de la moderna heráldica portuguesa más reglamentada por la legislación oficial. Esta establece, como símbolos heráldicos de cada autoridad local, el escudo de armas, la enseña a ondear, el estandarte (bandera de desfile) y el sello armorial.

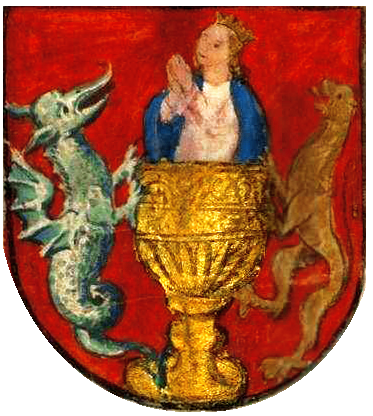
Armas antiguas de la ciudad de Coimbra, Thesouro de Nobreza, 1675

La heráldica municipal portuguesa tiene una larga tradición histórica, con ciudades, villas y concejos usando símbolos heráldicos desde el siglo XII. El ejemplo más antiguo actualmente conocido es el blasón del desaparecido concejo de Castelo Mendo, fechado en 1202. Estos símbolos se colocaban en los edificios consistoriales de cada municipio, en los sellos con los autenticaban documentos, en estandartes ceremoniales, así como en las obras públicas municipales, como fuentes, acueductos y puentes. 
Hasta el siglo XIX, la regla era asumir las armas de los propios municipios, entendiéndose el derecho de uso de símbolos heráldicos de su elección como una prerrogativa de la antigua autonomía municipal. Así, y al contrario de lo que sucedía con la heráldica personal y familiar, las armas municipales no estaban sujetas a regulación heráldica estatal ni a validación por parte de los oficiales de armas de la Corona portuguesa. Sin embargo, en el siglo XIX, la Corona comenzó a interferir en la heráldica de los municipios a través de la concesión de nuevas armas, de atribuciones de aumentos de honra o tratando de obligar a la validación de armas ya existentes.
Después de un largo decaimiento, el resurgimiento de la heráldica en Portugal en el siglo XX vino de la mano principalmente del fuerte desarrollo de la heráldica experimentado en las administraciones locales. A pesar de las restricciones a la heráldica impuestas por el nuevo régimen republicano desde 1910, que asociaba esta práctica con la monarquía, muchos municipios portugueses continuaron haciendo uso de sus antiguos escudos y otros símbolos heráldicos. Además, algunos municipios que aún no contaban con armas buscaron obtenerlas. Uno de estos municipios fue Marinha Grande, cuya intención de obtener un escudo que lo identificara espoleó fuertemente el desarrollo de la heráldica municipal en el país. Así, cuando en los años 1920, la recién creada Cámara Municipal de Marinha Grande quiso pasar a hacer uso de armas, no encontró ninguna autoridad que las pudiera ordenar y validar, decidiendo así apelar al público en general a través de la prensa. La apelación fue atendida por Afonso de Dornelas, heraldista y miembro de la Asociación de Arqueólogos Portugueses, que presentó una propuesta para el ordenamiento de las armas, bandera y sello de aquel municipio. Este heraldista también aprovechó para crear un borrador de reglamentación de la heráldica municipal.

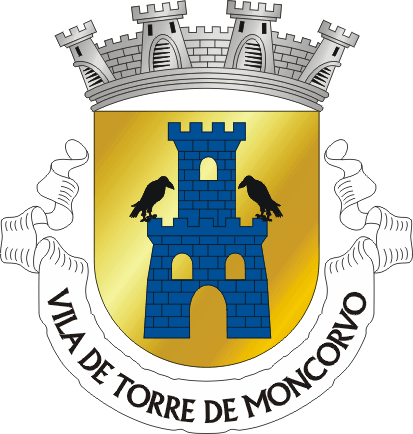
Armas del municipio de Torre de Moncorvo.

El borrador de reglamentación redactado por Afonso de Dornelas fue finalmente aceptado por los organismos oficiales y llegando a servir de base para la Circular del 14 de abril de 1930 —enviada por la Dirección General de Administración Política y Civil del Ministerio del Interior— que regularía la heráldica de administraciones locales durante más de 60 años. La circular definía la Sección de Heráldica de la Asociación de Arqueólogos Portugueses como autoridad heráldica para los municipios. Este reglamento fue revisado por ley en 1991, pero mantuvo en lo esencial lo que ya se había establecido en 1930.
La mayoría de las armas municipales existentes fueron desde entonces gradualmente reformadas para amoldarse al reglamento oficial establecido. En la mayoría de los casos, la reforma mantuvo la ordenación básica de las armas originales, realizando únicamente ajustes relacionados con la estilización y simetría de la disposición de las figuras heráldicas representadas o la corrección puntual de errores heráldicos. Con todo, en algunos casos se realizó una reforma radical de las armas, con la introducción de ordenamientos completamente nuevos. Los ordenamientos de las armas nuevas y de las reformadas seguirán casi siempre las preferencias de Afonso de Dornelas, incluyendo el absoluto cumplimiento de las reglas de la heráldica y una estricta disposición simétrica de las figuras representadas en el escudo, llevando a una heráldica municipal técnicamente rigurosa.
Las preferencias llevaron también a favorecer la representación de figuras con un significación más mundana y obvia, frecuentemente relacionadas con actividades económicas y marcos geográficos locales, en detrimento de la simbología erudita y elaborada, anteriormente más común, relacionada con acontecimientos históricos y mitológicos, juegos de palabras. sobre denominaciones locales, etc. Como muchos municipios tenían actividades económicas principales muy semejantes (como la producción vinícola o cerealística) o marcos geográficos del mismo tipo (como ríos y castillos), estas adopciones llevó a que muchos escudos de armas se ordenaran con elementos idénticos entre sí (como racimos de uva representando la viticultura o castillos indicando la existencia de monumentos de este tipo), volviéndose repetidos y difíciles de distinguir entre sí. Por otro lado, las opciones frecuentes de pretender exhaustivamente representar todas las actividades económicas y marcos geográficos relevantes existentes en cada municipio llevó también a que algunos blasones se ordenaran con un número excesivo y variable de figuras, perjudicando su estética y legibilidad.

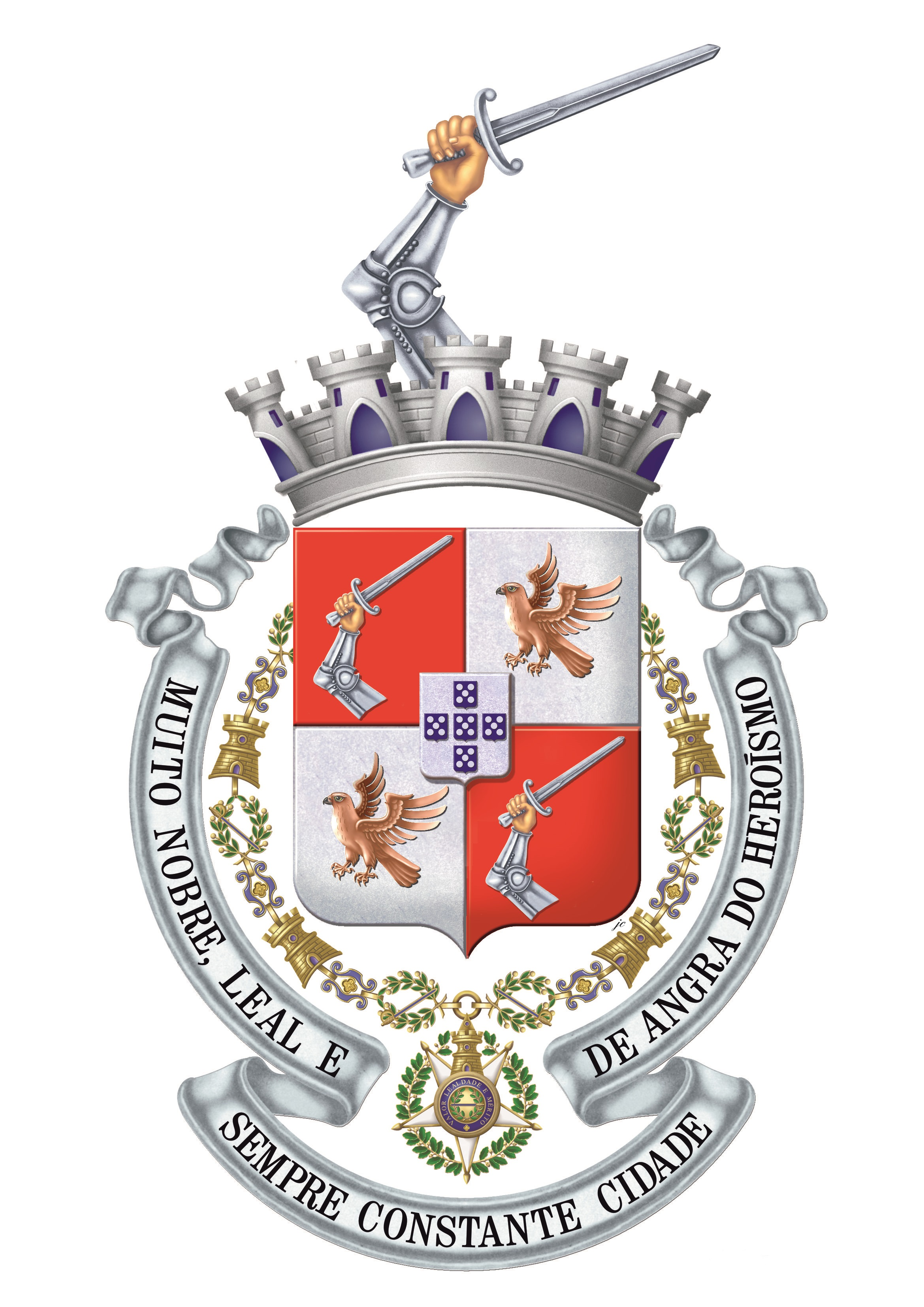
Armas del municipio de Angra do Heroísmo, según el modelo introducido en 2013 y basado en las armas antiguas utilizadas entre 1837 y 1939.

Algunos municipios se negaron a abandonar sus antiguos y tradicionales símbolos heráldicos, manteniéndolos, a pesar de no estar conforme con el modelo oficial. Así, por ejemplo, Caldas da Rainha mantuvo el uso del escudo tradicional basado en las armas y empresas heráldicas de la reina Leonor, fundadora de la población y de Horta, conservó las armas que —junto al título de "muy leal"— le concedió el rey Luis I en 1865. Otros municipios, a pesar de haber visto sus armas tradicionales reemplazadas por nuevos ordenamientos, decidieron readoptar más tarde sus antiguas armas. El último ejemplo de ello fue Angra do Heroísmo que, en 2013, decidió readoptar sus antiguas armas con el ordenamiento que le había concedido la reina María II en 1837 y que estuvo en vigor hasta 1939, pero con una corona mural de la ciudad en lugar de la antigua corona ducal, aunque no se ajustaba enteramente al modelo oficial.
La heráldica local está regulada actualmente por la Ley 53/1991, de 7 de agosto de 1991, la cual establece que las ciudades, villas, municipios y freguesías tienen derecho al uso de armas, banderas y sellos.
Las armas están por lo general constituidas por un escudo timbrado por una corona mural y acabado cou un listel con leyenda o lema. El escudo tendrá que ser siempre de punta redonda (llamado "escudo portugués"). El tipo de corona mural define la categoría de la población o administración municipal, siendo de plata con cinco torres aparentes para las ciudades, cuatro para villas y tres para las restantes freguesías. La corona de las armas de Lisboa, como capital del país, es la única en oro con cinco torres visibles. El listel contiene generalmente el nombre de la ciudad, villa, municipio o freguesía, incluidos posibles títulos honoríficos asociados al mismo. La reglamentación prevé que el listel puede contener un lema, pero esto rara vez ocurre. Las armas también pueden incluir las insignias de condecoraciones recibidas. La reglamentación prevé que, en este caso, las citadas insignias no sean representadas en las armas exhibidas en los estandartes, ya que estarían físicamente adheridas al mismo.
| Coronas murales de los escudos de las autoridades locales | Coronas murales de los escudos de las autoridades locales | Coronas murales de los escudos de las autoridades locales | Coronas murales de los escudos de las autoridades locales | Coronas murales de los escudos de las autoridades locales |
| --------------------------------------------------------- | --------------------------------------------------------- | --------------------------------------------------------- | --------------------------------------------------------- | --------------------------------------------------------- |
|                                                           |                                                           |                                                           |                                                           |                                                           |
| Región administrativa (no implementado)                   | Capital                                                   | Ciudad                                                    | Villa                                                     | Otra freguesía                                            |

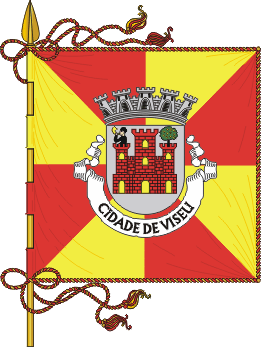
Estandarte del municipio de Viseu

Además de las reglas generales de la heráldica, la ordenamiento de las armas municipales tiene que cumplir determinadas reglas específicas que incluyen la prohibición de incluir las armas de Portugal indiferenciadas y la prohibición del uso de particiones que provoquen una división de todo su significado.
Las banderas usadas por las administraciones locales se podían considerar de carácter heráldico, toda vez que estaban ordenadas con base a las respectivas armas, es decir, incorporando el metal y color dominante en las mismas o tan solo en uno de ellos. La práctica seguida fue la consideración como dominantes el metal y el color de las principales figuras o piezas del escudo, en detrimento de los esmaltes de campo. Las banderas se ordenan como gironados de ocho piezas, como cuarteladas o como lisas de un solo esmalte. 
El primer ordenamiento se reserva a las banderas de las ciudades. Dos son los tipos de banderas existentes y destinadas a diferentes usos:
- El primer tipo es la bandera de desfile o estandarte, que es cuadrada de 1 metro de lado, hecha de seda, mostrando las armas en el centro, bordeada por un cordón con el metal y color dominante, terminando en borlas, las cuales se atan a un asta con punta de lanza dorada.
- El segundo tipo es la bandera de asta, destinada a ondear en mástiles y drizas, que tiene un ordenamiento idéntico al estandarte, pero es rectangular con una proporción 2:5 y sin dimensiones fijas. Las banderas ondeantes no pueden mostrar las armas en el centro excepto que su campo sea liso con un único esmalte.[15]

Por último, los sellos de las autoridades locales son siempre redondos y constan de un círculo central rodeado por una bordura. El círculo central contiene el ordenamiento del escudo, sin indicar los esmaltes. La bordura contiene el nombre de la cámara municipal o de la junta de freguesía respectiva. 

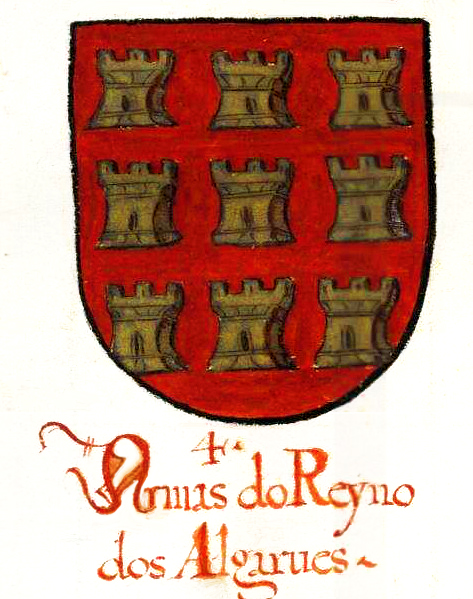
Una de las versiones de las hipotéticas armas del antiguo Reino del Algarve, Tesouro de Nobreza, 1675.

#### Armas regionales
Las armas regionales son aquellas usadas por regiones u otras entidades administrativas territoriales supramunicipales con órganos de gobierno propios. Portugal constituyó, desde muy pronto, un estado unitario de tipo moderno que, a nivel supramunicipal, prácticamente sólo contaba con divisiones administrativas para servir de áreas de jurisdicción territorial de los órganos y representantes de la administración central, no disponiendo por tanto de órganos de gobierno propios. Tal vez por eso, no existió la necesidad de crear armas regionales, careciendo de esta tradición en contraste con la desarrollada con las armas municipales.
En la actualidad las únicas entidades de tipo regional con órganos de gobierno propios existentes son las regiones autónomas de las Azores y Madeira, que hacen uso de escudo de armas. En periodos del pasado existieron otras entidades de este tipo (como provincias y distritos autónomos), pero nunca utilizaron armas formalmente. Fuera de lo que hoy es el territorio de Portugal, el simbolismo heráldico regional se produjo en algunas partes de los antiguos dominios portugueses de ultramar.

Escudo del Algarbe

Probablemente el primer caso de símbolos heráldicos regionales ocurre a finales del siglo XVI, cuando el viejo Reino del Algarve empieza a mostrarse reflejado en varias cartas geográficas, así como en otras obras, con un supuesto escudo de armas de aquella región, dibujado con un cuartelado, con una cabeza de moro en los cuarteles I y IV junto con una cabeza de rey europeo en los cuarteles II y III. Aparecen distintas variantes de sus armas, a menudo con esmaltes diferentes y con dos cabezas (en vez de sólo una) en cada cuartel. 
También en relación con el Algarve, se desarrolla el mito popular de que la bordadura de castillos del escudo de Portugal simbolizaría aquella región, apareciendo ocasionalmente las supuestas armas del Reino del Algarve representadas como un escudo de rojo, cargado de castillos de oro. Este mito vendría a ser consubstanciado en el ordenamiento de las nuevas armas del Reino Unido de Portugal, Brasil y Algarbe en 1817, donde la bordadura de castillos fue oficializada como simbolización del Reino del Algarbe en el seno de la Unión.

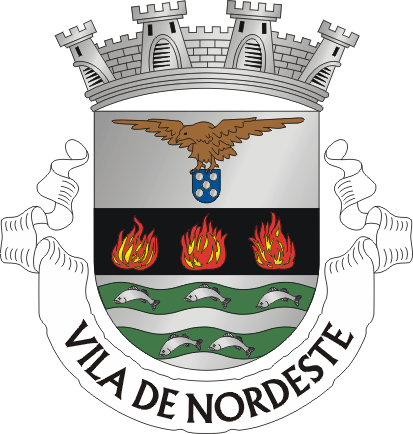
Arma establecida en 1937 para el municipio de Nordeste, que contiene en jefe el emblema heráldico atribuido a las Azores (azor con una quina en las garras).

Otro caso puntual de ocurrencia de simbología heráldica regional tuvo lugar durante la reforma general de las armas municipales dentro del ámbito de la reglamentación de 1930. Aunque nunca se establecieron escudos de armas para las provincias creadas en 1933 o para los distritos insulares autónomos entonces existentes, se desarrollaron tres emblemas heráldicos regionales: para el Algarve (cabezas de moros y reyes europeos, inspirados en las supuestas armas antiguas del Reino del Algarve); para las Azores (un azor volador, con un rincón de Portugal en sus garras, símbolo elocuente de ese archipiélago); y para Madeira (racimos de uvas cargados con quinas). Los tres se usaron en los ordenamientos de varias de las nuevas armas entonces creadas para los municipios de tales regiones, siendo normalmente colocados en jefe o acantonando las restantes figuras del ordenamiento heráldico.
Aún así, la creación de símbolos heráldicos oficiales regionales ocurrió cuando apenas se crearon las regiones autónomas de Azores y Madeira. Así, en 1978, la Asamblea Regional de Madeira estableció las insignias de aquella región autónoma, incluyendo su escudo, bandera y sello. Hasta 1991, las armas de Madeira se reducían únicamente al escudo, creándose entonces un escudo de armas completo, incluyendo también yelmo, timbre, lema y ornamentos exteriores.
Tras lo acaecido en Madeira siguieron las Azores, cuya Asamblea Regional aprobó los símbolos heráldicos de aquella región autónoma en 1979. Además de la bandera y del sello, los símbolos heráldicos de las Azores incluían un escudo de armas completo con escudo y elementos exteriores.
Además de las dos regiones autónomas, la Región del Algarve, aunque no existe como entidad jurídica con sus propios órganos de gobierno, frecuentemente identificada colectivamente por un escudo de armas, basado en las armas hipotéticas del antiguo Reino del Algarve, descritas anteriormente. Además de aparecer en la mayoría de los escudos de armas de los municipios de la región, elementos de aquel escudo también aparecen en emblemas de organizaciones regionales.
|                     |                  |                                |
| Armas de las Azores | Armas de Madeira | Armas del Algarve (no oficial) |

En el ámbito del reglamento de heráldica local de 1991, también se establecieron patrones heráldicos para las armas, banderas y sellos que se crearían para las regiones administrativas, como las autoridades locales a nivel supramunicipal en el territorio continental portugués, previstas en la Constitución de la República. Sin embargo, la creación de estas regiones nunca se realizó —habiendo sido incluso rechazadas en un referéndum popular celebrado en 1998— y por ello su heráldica nunca se implementó.

### Heráldica eclesiástica

las armas de d Manuel Gonçalves Cerejeira, cardenal-patriarca de Lisboa (1929-1971), coronado con la tiara papal.

La heráldica eclesiástica engloba los símbolos heráldicos usados por los miembros y las instituciones religiosas católicos. El uso de estos símbolos por los miembros eclesiásticos de la Iglesia católica en Portugal ocurrió desde el principio de la heráldica en el país. Uno de los primeros ejemplos conocidos aparece en el sello del obispo Soeiro Mendes, primero de la diócesis de Évora tras la reconquista de esta ciudad a los musulmanes en 1165.
En Portugal la heráldica eclesiástica estuvo siempre encuadrada por las reglas generales establecidas para la heráldica de la Iglesia católica romana. Estas reglas se enfocan sobre todo en los elementos exteriores del escudo que identifican el grado jerárquico y las funciones del portador de las armas en el ámbito de la Iglesia, prácticamente ignorando el ordenamiento del propio escudo, al que se le ponen pocas restricciones. La heráldica eclesiástica portuguesa nunca estuvo sujeta a la autoridad y las reglas heráldicas nacionales, dando la oportunidad de contrariarlas frecuentemente. A pesar de estar encuadrada en la heráldica general de la Iglesia, sufrió con todo influencias de la heráldica portuguesa, desarrollando algunas características peculiares.
Heráldicamente, el Patriarcado de Lisboa se destaca en el mundo católico por ser la única sede episcopal —junto con la Santa Sede— con derecho a coronar sus armas con la tiara papal. Las armas del Patriarcado de Lisboa combinan la tiara papal con una cruz procesional cruzada con un báculo, diferenciándose así de la Santa Sede donde combinan la tiara con las dos llaves de San Pedro. Los propios patriarcas tienen derecho a llevar la tiara papal en sus armas personales. Sin embargo, el último patriarca en hacerlo fue Manuel Gonçalves Cerejeira (1929-1971), y sus sucesores —que, por tradición, siempre son nombrados cardenales— han optado por coronar el escudo con un capelo rojo cardenalicio.
Otra característica específica es el hecho de que los obispos y arzobispos portugueses no usan generalmente el capelo eclesiástico verde, sino un modelo de capelo negro con forro y los colgantes verdes. Con quince nudos y borlas colgantes, el capelo negro forrado de verde lo usan también los arzobispos primados de Braga y los patriarcas de Lisboa mientras aguardan a su nombramiento como cardenales.

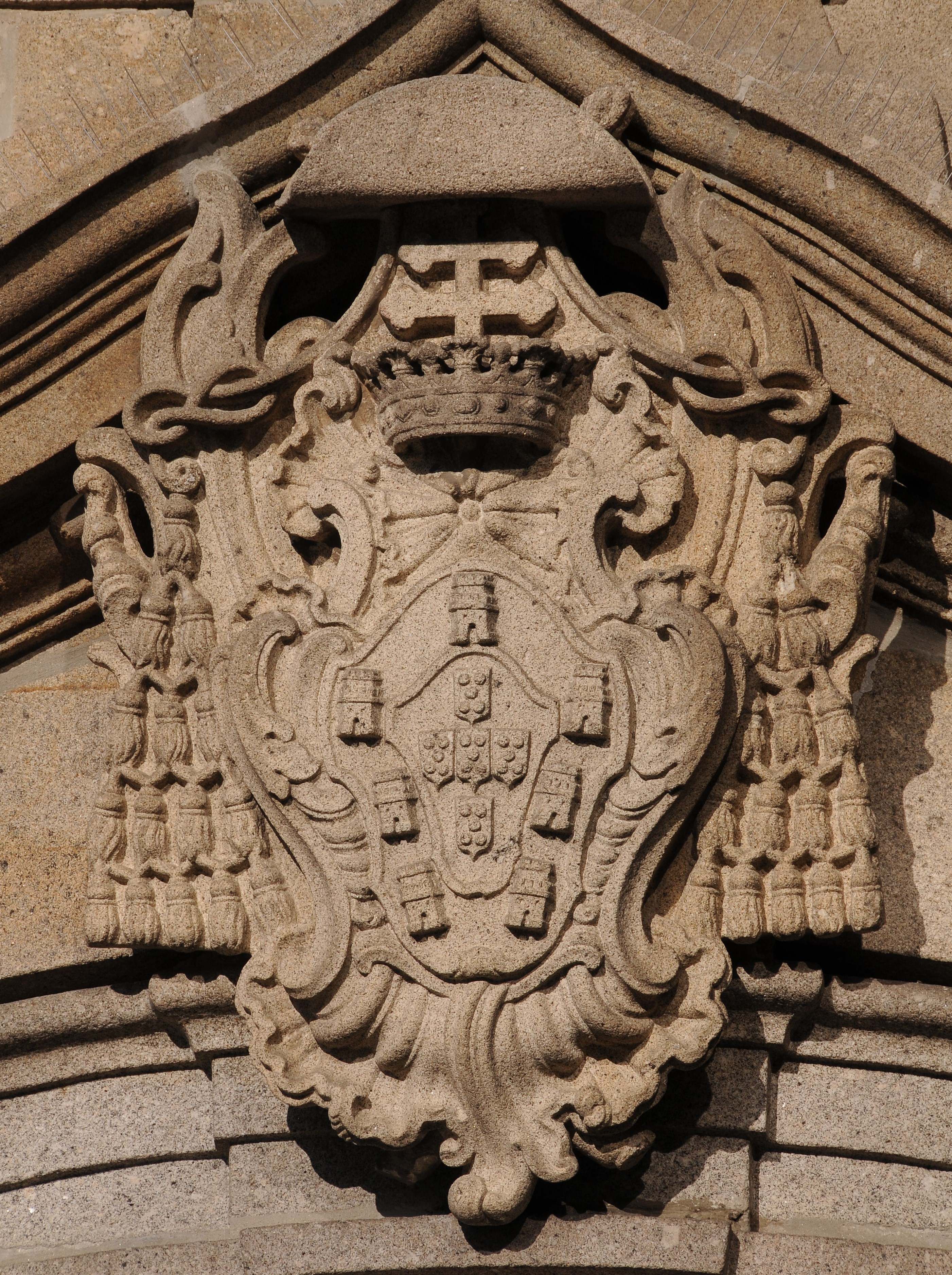
Las armas de Gaspar de Braganza, arzobispo primado de Braga (1758-1789) en la iglesia de Santa Teresa. A pesar de ser hijo ilegítimo del rey Juan V, Gaspar utilizó todas las armas de Portugal, sin diferencia alguna, lo que estaría prohibido a un seglar.

En el pasado, la mayoría de los altos cargos de la Iglesia católica fueron ocupados por miembros originarios de la nobleza portuguesa, incluyendo bastantes vinculados a la propia Casa Real. Como tal, sus armas personales tiene origen en los respectivos armoriales familiares. Dado que la heráldica eclesiástica no estaba sujeta a las restricciones legales de la heráldica nacional, muchos miembros de la Iglesia usaron armas a las que en otras circunstancias no tendrían derecho, es decir, las armas inequívocas de sus familias de origen, cuyo uso estaba reservado al respectivo cabeza de familia. Existieron también bastantes casos de miembros de la Iglesia que adoptaron las armas de una determinada familia por poseer un apellido idéntico, a pesar de no formar parte de ella. Muchos miembros de la Iglesia, sin embargo, utilizaron armas de Fe, ordenadas con piezas y figuras que representaban sus devociones religiosas y filosofía de vida. Estos se volvieron cada vez más comunes y actualmente son la gran mayoría, ya que los altos cargos de la Iglesia cada vez más han sido ocupados por personas de origen plebeyo. Las armas también surgieron como resultado de la combinación de armas familiares con armas de Fe.
En 1472, el rey Alfonso V hizo, del obispo de Coimbra Juan Galvão, conde de Arganil. Desde entonces, el título permaneció asociado a los titulares del obispado, que pasaron a ser conocidos por "obispos-condes". Por causa de su estatus único de poseedores de un título eclesiástico y secular, los obispos condes usaban armas cuyo escudo tenía una coronilla de conde superpuesta y esta a su vez tenía sobrepuesta una galera de obispo. Tras la prohibición del uso de títulos seculares por parte de los miembros de la Iglesia católica, los obispos de Coimbra abandonaron el uso del título, así como la coronilla de conde en sus armas.

Escudo del rey Enrique I de Portugal según retrato que se conserva. El número de borlas no coincide con la numeración actual que es de 30 en el capelo cardenalicio.

Otras armas peculiares mixtas eclesiásticas y seculares fueron las utilizadas por el Cardenal-Rey Enrique I de Portugal. Siendo un infante de Portugal, hijo menor de Manuel I, Enrique siguió una vida eclesiástica convirtiéndose más tarde en cardenal. Con la muerte de su sobrino, el rey Sebastián I, en la batalla de Alcazarquivir en 1578, Enrique, como siguiente en la línea sucesoria, se convirtió en rey de Portugal, aunque mantuvo su estatuto eclesiástico. Como cardenal y rey, Enrique utilizó el escudo de armas de Portugal, con un capelo cardenalicio superpuesto a la corona real.
El escudo oval u ovalado es mencionado con frecuencia en los tratados de heráldica como el formato de escudo privado del clero en Portugal. Sin embargo, no fue esta la única forma de escudo utilizada por el clero. Por otro lado, el escudo ovalado fue frecuentemente utilizado en armas no eclesiásticas, sobre todo entre finales del siglo XVIII y mediados del XIX.

### Heráldica corporativa
La heráldica corporativa se ocupa de los símbolos heráldicos de las corporaciones, en el sentido de organizaciones colectivas de carácter variado, incluyendo las religiosas, asistenciales, profesionales, económicas, educativas y otras. En Portugal, hasta el siglo XX, esta rama de la heráldica se centraba esencialmente a los símbolos heráldicos usados por las órdenes religiosas y por los antiguos gremios artesanales. Tuvo, con todo, un gran desarrollo durante el período del régimen corporativo del Estado Nuevo portugués (1933-1974).
La Ley de 1991 que regula actualmente la heráldica local también regula, en teoría, la heráldica de las personas jurídicas de utilidad pública administrativa, previendo un modelo de armas a usar por las mismas. Estas estarían compuestos por un escudo de punta redonda, timbrado con una corona cívica y llevando debajo un listel debajo con el nombre de la institución. Con todo, este tipo de armas no tuvo un uso generalizado por aquel tipo de instituciones.

#### Heráldica de corporaciones económicas y profesionales.
El Estado Nuevo preveía que las actividades profesionales y económicas del país quedasen encuadradas bajo organismos corporativos ("corporaciones" en sentido amplio). Entre estos se encontraban los sindicatos, los gremios, las órdenes de profesiones liberales, las casas de pueblo y las casas de los pescadores, así como sindicatos y federaciones de aquellos. Todos estos organismos se agruparían a nivel nacional en corporaciones (en sentido estricto), cada una correspondiendo a cada uno de los grandes sectores de actividad económica. Los organismos corporativos eran vistos como autoridades constituyentes de la Nación y como tal se entendía que debían usar tales armas al igual que las autoridades locales. Bajo el liderazgo del heraldista F. P. Almeida Langhans, se creó el Gabinete de Heráldica Corporativa de la FNAT y se convirtió en la autoridad heráldica para este tipo de organismos. Almeida Langhans desarrolló un modelo específico para las armas de las organismos corporativos primarios que consistía en un escudo oval, enteramente rodeado por una cartela (en forma de listel) que contenía la designación del titular. El ordenamiento de los escudos en sí procuraba inspirarse en la simbología de los antiguos gremios de maestros, incluyendo muchas veces instrumentos de trabajo vinculados a los oficios representados por el organismo o la imagen de los respectivos santos patrones. Algunos ordenamientos incluían las armas completas (incluyendo la corona mural y el listel) de los municipios donde el organismo tenía su sede. Las armas de las órdenes profesionales contenían, dentro del escudo oval, las armas antiguas de Portugal con un timbre que variaba de acuerdo con la orden. Para las corporaciones (en el sentido estricto de grandes grupos de organismos corporativos de un determinado sector), se desarrolló un modelo de armas diferente, semejante al de las armas personales o de familia. Este consistía en un escudo de formato ojival bajo el cual estaba asentado un yelmo, virol, paquife y timbre, teniendo bajo el escudo un listel con el nombre de la corporación.
| Armas de organizaciones profesionales. | Armas de organizaciones profesionales. | Armas de organizaciones profesionales. | Armas de organizaciones profesionales. | Armas de organizaciones profesionales. |
| -------------------------------------- | -------------------------------------- | -------------------------------------- | -------------------------------------- | -------------------------------------- |
|                                        |                                        |                                        |                                        |                                        |
| Casa del Pueblo Ribera (huerto)        | Orden de doctores                      | Orden de<br>Ingenieros Técnicos        | Orden de doctores Veterinarios         |                                        |

Tanto Almeida Langhans como el Gabinete de Heráldica Corporativa participaron también en el desarrollo de la simbología heráldica de varias instituciones más, tales como los municipios de Ultramar y las Fuerzas Armadas, influyendo así ampliamente en la heráldica portuguesa del siglo XX.
Incluso después del fin del Estado Nuevo y su régimen corporativista, muchas de las organizaciones profesionales portuguesas —o antiguas organismos corporativos— que adquirieron nuevos estatutos continuaron adoptando símbolos basados en los antiguos modelos de armas corporativos.

#### Heráldica de las santas casas de misericordia
Otras corporaciones portuguesas que hacían un uso relevante de la heráldica son las tradicionales santas casas de misericordia, fundadas en 1498 por la reina Leonor.

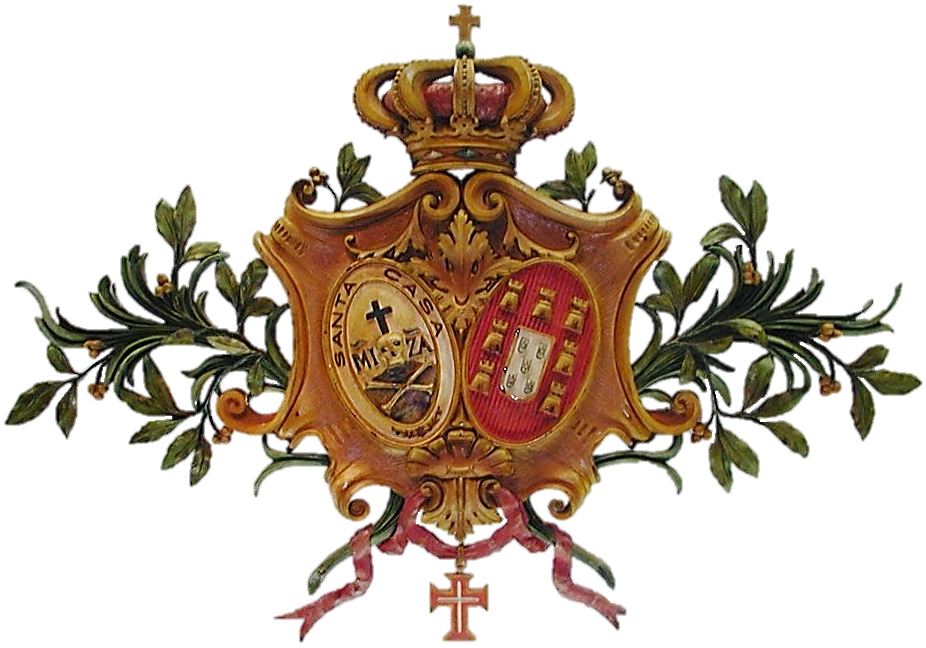
Armas de la Santa Casa da Misericórdia de Lisboa.

El modelo tradicional de armas usado por las casas de misericordia consistía en dos escudos representados en cortesía heráldica, normalmente la parte diestra contiene la simbología particular de la institución y la parte siniestra es el escudo de Portugal. El escudo con la simbología de la casa de misericordia normalmente incluye los atributos de ella, siendo los más comunes la cruz (representando a Dios y la asistencia a los enfermos en la vida), la calavera y los huesos cruzados (que representa el consuelo espiritual dado en la muerte) y la leyenda "MIZA" (antigua abreviatura de "misericordia"). También se representan con frecuencia la figura alegórica de la misericordia, de Nuestra Señora y diversos santos. Los dos escudos son usualmente representarse con forma ovalada, asentados en una tarja, acompañados por ramos de olivo, todo surmontado con una corona real (simbolizando el patrocinio real sobre estas instituciones desde su fundación). En algunos casos se representa un único escudo partido, con la simbología de la misericordia en la partición I y las armas de Portugal en la II y en otras se representan las armas municipales de la localidad en vez de las armas de Portugal.
Después de la implantación de la república en 1910, algunas casas de la misericordia adoptaron armas con una simbología más republicana y menos monárquica, eliminando la corona real y colocando los dos escudos asentados sobre esfera armilar de las armas de la República.
A finales de los años 1920, el heraldista Afonso de Ornelas desarrolló y propuso un modelo de armas y otros símbolos heráldicos para el uso de las casas de misericordia. Este modelo lo adoptaron ocasionalmente algunas de ellas, aunque no se generalizó.
Ya en la década de 1990, fue la oportunidad para el heraldista José Bénard Guedes de proponer un nuevo modelo de heráldica, el cual tuvo una mayor aceptación y fue adoptado por un número más significativo de casas de misericordia, así como por la propia Unión de las Misericordias Portuguesas. Según este modelo, las armas de una casa de misericordia debían estar constituidas con un escudo de punta redonda sobre el cual asienta una corona mariana y por debajo un listel con el nombre de la institución. Existiría una mayor heterogeneidad de figuras a colocar en el escudo, siendo la malla (empresa heráldica de Dña. Leonor) una de las más habituales. La bandera heráldica de cada misericordia tendría un campo de plata, con un sotuer azul (inspirado en el escudo familiar de fray Miguel Contreiras, mítico creador de las misericordias), una bordura del principal color de las armas, con los cantones del metal principal cargados con la abreviatura "MIZA" el I y el IV y con otras figuras el II y el III.

#### Símbolos heráldicos de otras instituciones.
El prestigio de la heráldica hizo que otras instituciones adoptasen símbolos heráldicos a finales del siglo XX y ya en el XXI.
Al final de la década de 1920, Afonso de Dornelas desarrolló también un modelo de símbolos heráldicos para los bomberos de Portugal. Cada cuerpo de bomberos tendría un emblema compuesto por un ave fénix saliendo de llamaradas rojas —que formaría un círculo uniéndose en la parte superior— y aferrando en sus garras las armas del respectivo municipio. El color del fénix indicaría el tipo de bomberos, siendo de oro para los municipales y de plata para los voluntarios. Si en una localidad hubiera dos o más cuerpos de bomberos voluntarios, cada uno tendría el ave fénix de una esmalte distinto (plata, roja, azul, verde, negra y morada), que nunca sería de oro. El estandarte de cada cuerpo de bomberos tendría el mismo campo que el pendón del respectivo municipio, teniendo en el centro el emblema de la institución, con su nombre inscrito en el círculo llameante. Sin embargo, el modelo de emblema que se ha generalizado entre la mayoría de los cuerpos de bomberos voluntarios consiste en un fénix de oro emergiendo de las llamas y sosteniendo en sus garras las armas de la autoridad local superpuestas a dos hachas cruzadas. El emblema nacional de los bomberos voluntarios contiene el escudo de armas de Portugal en lugar del escudo de cada autoridad local. A su vez, el emblema con el fénix no fue adoptado por los bomberos y zapadores municipales, que usan un emblema compuesto por las armas del respectivo municipio asentadas sobre dos hachas cruzadas y una antorcha sobre una pala.
Algunas instituciones de enseñanza también adoptaron símbolos heráldicos. El uso de este tipo de símbolos es tradicional en las universidades y otras instituciones de enseñanza del mundo anglosajón y de otros países, pero no en las portuguesas. Estas tradicionalmente usaban los propios sellos como insignias, conteniendo generalmente imágenes alegóricas. Con todo, a partir de la década de 1970, algunas de las nuevas universidades e institutos politécnicos entonces creados optaron por adoptar escudos de armas. Más tarde, algunas de ellas abandonaron su uso en favor del uso de logotipos de tipo comercial.

### Heráldica militar
La heráldica militar constituye una rama reciente de la heráldica portuguesa, abarcando la simbología usada por las Fuerzas Armadas portuguesas y también la usada por varias fuerzas y servicios de seguridad, incluidos los de naturaleza no militar. A pesar de ser reciente, se ha convertido en una de las ramas de la heráldica más desarrolladas y florecientes de Portugal.

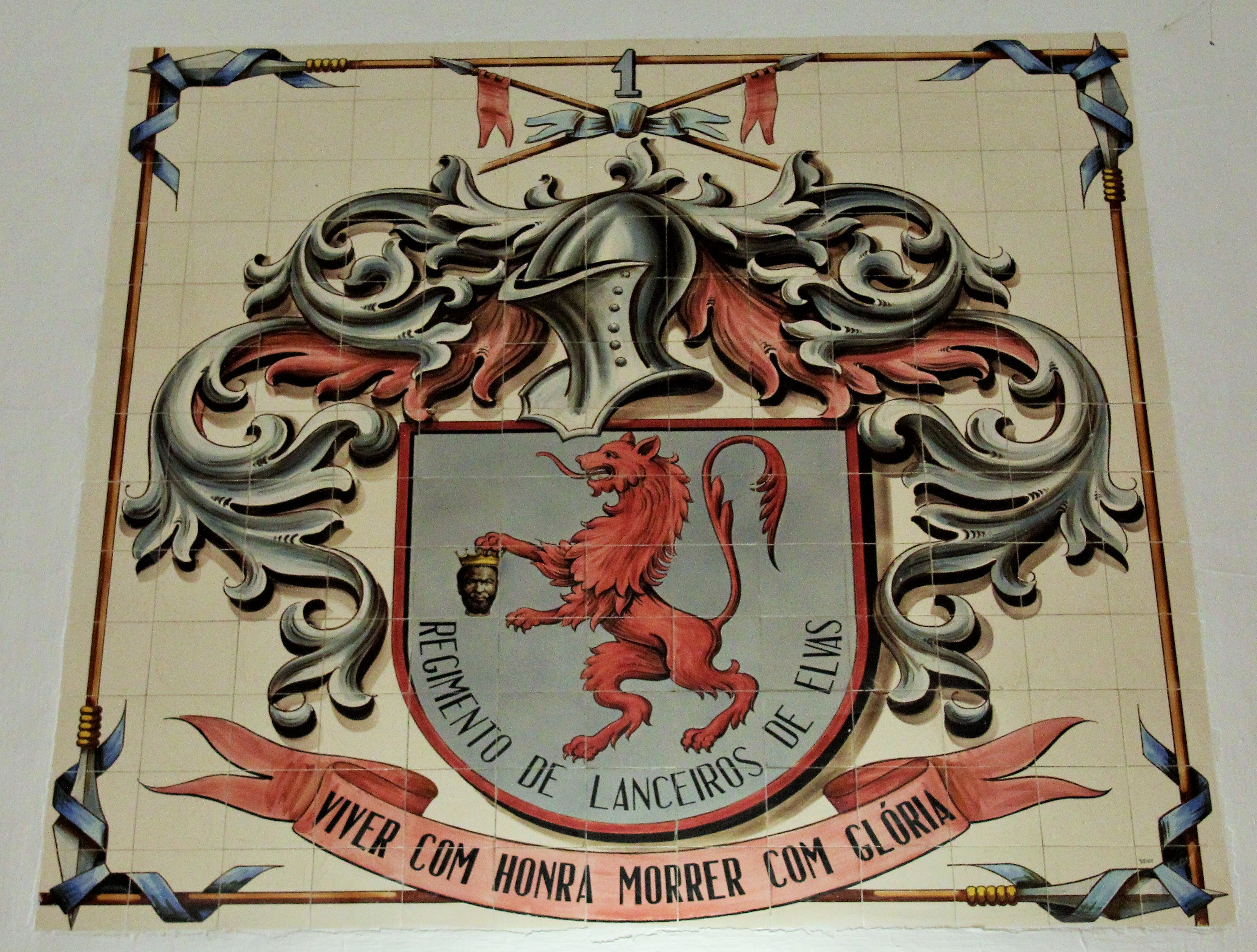
Panel de azulejos con las armas del antiguo Regimiento de Lanceros n. 1 (Elvas), ordenado a partir de la propuesta del Instituto Portugués de Heráldica de 1953.

Hasta mediados del siglo XX, no existía tradición heráldica militar portuguesa. Las fuerzas militares no usaban armas privativas, haciendo apenas uso de las armas de Portugal, acrecentadas a veces con armas, banderas y otros motivos de inspiración marcial como adornos exteriores. El propio uso de emblemas o lemas privativos de unidades militares —común en otros países— era raro en Portugal. Aun así, existía un sistema de emblemas generales para cada arma, servicio o especialidad para uso en los uniformes que, encimados por el número o monograma de una unidad, identificaban a la misma.
Desde finales de la década de 1920, el Ejército portugués inició un proceso de reavivar las tradiciones históricas y reforzar la identidad de sus unidades. Como parte de este proceso, en las banderas de regimiento de ciertas unidades se inscribieron leyendas y divisas relacionados con su historia y tradiciones, se establecieron nuevos modelos de guiones con emblemática protoheráldica y se definió una genealogía histórica de las distintas unidades (que influiría en sus futuros blasones).
En la transición de los años 1940 a los años 1950, se establecieron distintivos para las diversas unidades del Ejército. A pesar de que la mayoría de estos distintivos tenían forma de escudos, presentaban ordenamientos no heráldicos. En 1953, el Instituto Portugués de Heráldica propuso un sistema de reglas a adoptar para los escudos de armas del Ejército, de modo que cumplieran las reglas de la heráldica. A pesar de no haber sido oficialmente adoptado, se establecen armas para algunas unidades basadas en el mismo. En 1964 y bajo la influencia del heraldista F. P de Almeida Langhans, el Ejército comenzó a implementar experimentalmente un reglamento sobre heráldica y simbología, que establecía nuevas reglas de ordenamiento de las armas y banderas heráldicas de sus unidades. Esta reglamentación se hizo oficial en 1969.
La calidad del sistema de heráldica del Ejército inspiró a otras ramas de las Fuerzas Armadas y de las fuerzas de seguridad a adoptar sistemas semejantes, desarrollados frecuentemente con el asesoramiento del Gabinete de Heráldica del Ejército. Pero además, influyó también en la heráldica de algunas instituciones civiles y de las fuerzas armadas de algunos países extranjeros.

#### Heráldica del ejército
El ejército portugués fue el precursor en la introducción de la heráldica militar en Portugal. Después del establecimiento de una protoheráldica en forma de distintivos para las diversas unidades militares a finales de la década de 1940, se crearon escudos heráldicos para algunas unidades durante la década de 1950, siguiendo directrices del Instituto Portugués de Heráldica (IPH). En 1969 se oficializaron las normas de heráldica y el reglamento de simbología del Ejército. Este fue sustituido por un nuevo reglamento en 1987.

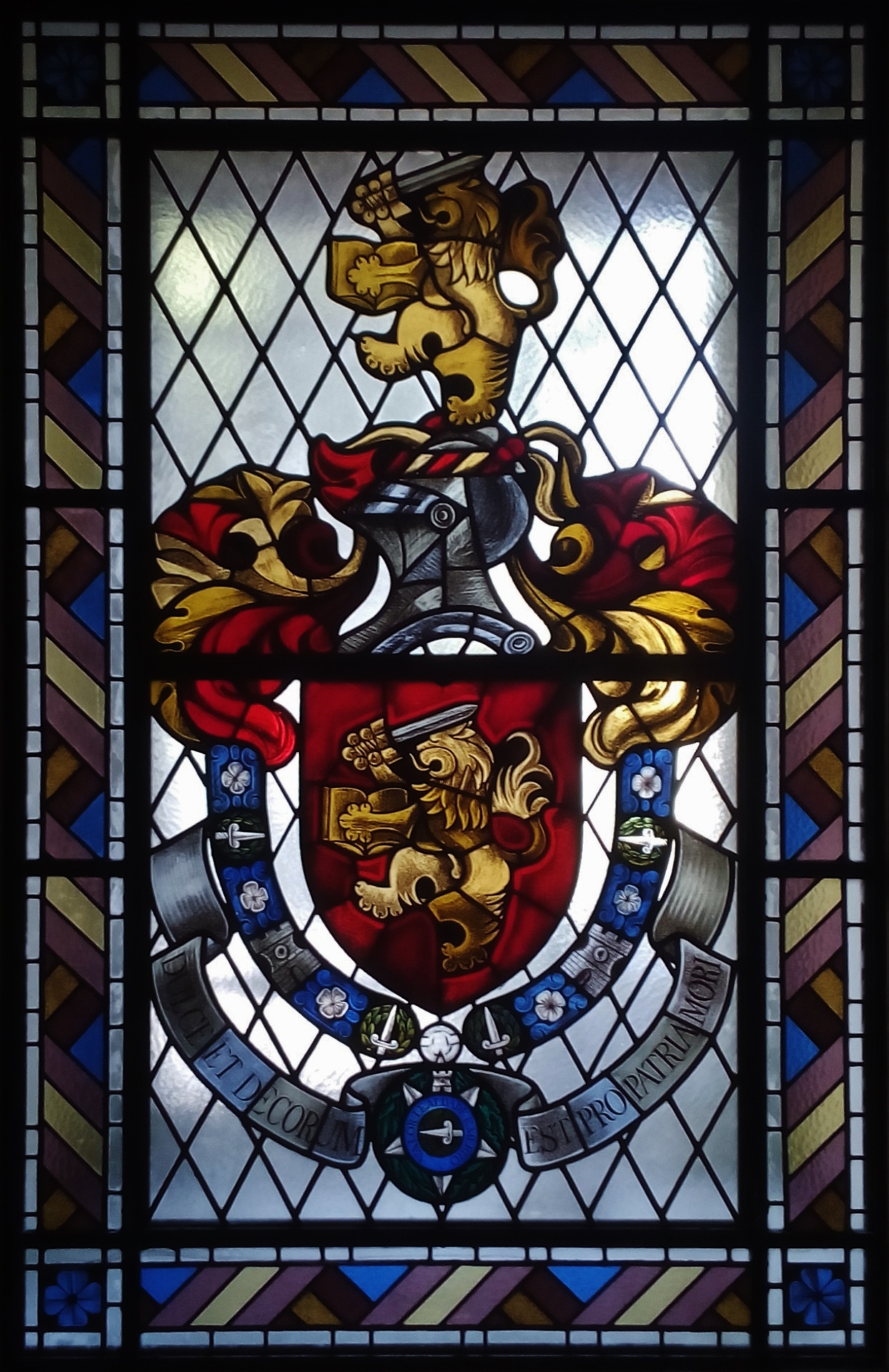
Vitral con las armas de la Academia Militar.

Las directrices para la heráldica del Ejército propuestos en 1953 por el IPH preveía que las armas de las unidades y otros cuerpos estarían compuestas por un escudo con punta redonda, llevando debajo del escudo un listel con el lema, sobre el escudo habría un yelmo cerrado de perfil, virol y paquife de los esmaltes del escudo y un timbre que identificaría el arma o servicio al que pertenecía el poseedor de las armas. Como modelos de timbres se propusieron ballestas cruzadas para la infantería, espadas medievales cruzadas para la caballería, una granada flameante para la artillería y una torre para la ingeniería. La mayoría de las armas ordenadas acabaron con todo teniendo como timbre el emblema de la cobertura de cabeza de los uniformes usados por los militares de la respectiva unidad (normalmente constituido por el emblema del arma encimado por el número o las siglas de la unidad), en detrimento de los modelos propuestos por el IPH. A finales de la década de 1950 también se establecieron directrices para los guiones de las unidades del Ejército, que indicaban que los mismos serían cuadrados con 70 cm de lado (45 cm para los guiones de las subunidades autorizadas), ordenados como la cuadratura de las armas de las unidades, con una bordadura dentada y contradentada cuyos esmaltes indicarían el tipo de unidad y que serían el negro y el rojo para la infantería, el negro y el verde para los cazadores, el rojo y blanco para las ametralladoras, el rojo para la artillería, el rojos y el amarillo para la caballería y el negro y el amarillo para ingeniería. Los guiones de la mayoría de las unidades movilizadas y comprometidas en la Guerra de Ultramar se ajustan a este modelo, aunque hubo muchas excepciones. Entretanto, el azul y el blanco fueron utilizados por las unidades de transmisiones y de reconocimiento de las transmisiones, el azul y el amarillo por las unidades de administración militar, el azul y el rojo por las unidades de material y del servicio postal militar y el negro y el rojo (los mismos colores que la infantería) por las de transporte.
A pesar de las directrices, nunca se creó un reglamento para la heráldica del ejército, lo que siguió siendo inconsistente. Bajo la influencia del heraldista F. P. Almeida Langhans, con la participación del ilustrador João Paulo de Abreu e Lima y bajo la dirección del heraldista José de Campos e Sousa, se revisó luego la heráldica del Ejército y se crearon reglamentos provisionales. Este reglamento pretendía abarcar toda la heráldica de las Fuerzas Armadas —y no sólo del Ejército—, lo que nunca sucedió. El propio Ejército y cada cuerpo independiente dispondría de un escudo cuyo escudo estándar pasaría a ser de forma ojival (el llamado "clásico"), bajo él un listel con el lema, rematado por un yelmo en tres cuartos, virol y paquifes. Opcionalmente también podría incluir lugartenientes o apoyos a base de terrazas, así como un listel rematando la cimera con el grito de guerra, condecoraciones y trofeos. Para rematar el escudo se proyectó un modelo específico de coronilla (coronilla mural con cinco torres aparentes, intercaladas por carteras), así como insignias para determinados puestos, cargos y mandos, que se colocarían encima del escudo o acompañándolo. El reglamento también preveía las banderas que utilizaría el Ejército, incluido un nuevo modelo de estandarte nacional, cuadrado de 1,25 m de lado, en el que las armas nacionales aparecían reinterpretadas en estilo modernista y ocupando prácticamente todo el paño. Además del estandarte nacional, habría banderines (banderas que identifican a generales y miembros del Gobierno), estandartes (banderas heráldicas de regimientos u otras unidades independientes), guiones de mérito (banderas de compañías y pelotones condecorados con la cruz de guerra de primera clase). o superior), inscripciones (banderas de batallón o equivalentes) y banderines (banderas de empresas o equivalentes). Cada estandarte sería cuadrado de 1 m de lado, con una disposición inspirada en las banderas militares portuguesas de la época de la Guerra de la Independencia (un cuarteado o gironado, con una cenefa con los esmaltes retirados de las armas, con en el centro el escudo del poseedor rodeado por un listel con su nombre). Las escrituras (banderas cuadradas) y las fâmulas (banderas triangulares) también contendrían las armas y los colores heráldicos de las unidades. Al contrario de lo ocurrido hasta entonces, ni las armas ni las banderas contenían atributos que identificaran el tipo de unidad. La base de este reglamento sirvió de base para la ordenanza del Ministerio del Ejército de 1969 que definió oficialmente las Normas Heráldicas y el Reglamento de Símbolos del Ejército.
Las armas del propio Ejército estaban ordenadas como un escudo rojo, un león rampante de oro, sosteniendo una antigua espada de plata, empuñada en oro, con la figura del escudo como cimera.

Armas del Regimiento de Paracaidistas (antigua Escuela de Tropas Aerotransportadas).

La heráldica del Ejército fue reformada nuevamente en 1987, con la publicación de nuevos reglamentos oficiales. El nuevo reglamento no trajo cambios significativos en el modelo de las armas en sí, sin embargo, se destaca por introducir un modelo de emblema consistente en un escudo redondo de las armas del poseedor, rodeado en el lado derecho por una rama de laureles y en el derecho al lado por una rama de roble y rematado por la coronilla del Ejército. El mayor cambio se produjo en la vexilología, con la introducción de nuevos modelos de banderas y el cambio de nombre de algunas. Los estandartes de unidades independientes pasaron a ordenarse como el cuadrado del escudo del titular, reduciéndose sus dimensiones a 75 cm de cada lado. Las banderas de los batallones incorporados o equivalentes también comenzaron a denominarse "estanderas", rompiendo con la tradición de designarlas "guiones", ordenándose como la cuadratura del escudo de la unidad, rodeadas por una cenefa del metal principal de aquél, con los ángulos de un color o forro, que identifica al titular dentro de su unidad. Los banderines ahora tienen forma rectangular y púa, teniendo un cuadrado con el estandarte de la unidad de la que depende el portador junto a la varilla y las puntas de un color que identifica a éste dentro de aquel. Ya no se preveían guiones de mérito, pero ahora se proporcionaban banderas para enarbolar unidades independientes, que serían cuadradas, de un tamaño apropiado para la ubicación y ordenadas como el estándar respectivo.
La autoridad heráldica del Ejército es el Gabinete de Heráldica actualmente integrada en la Dirección de Cultura e Historia Militar. El Gabinete de Heráldica del Ejército se creó en 1965, sucediendo al Centro de Estudios de Heráldica creado en 1958, que se transformaría en Sección de Heráldica en 1960.

#### Heráldica naval
La heráldica naval portuguesa incluye la heráldica de la Armada, la Autoridad Marítima Nacional y posiblemente otras organizaciones navales. Está bajo la autoridad del Gabinete de Heráldica Naval, dependiente del Estado Mayor de la Armada y regulada por el Reglamento de Heráldica de la Armada de 2010, que sustituyó al anterior de 1972.

Armas de la Armada portuguesa

Antes de 1972, algunas unidades navales ya utilizaban escudos de armas. Estos a menudo se colocaban en escudos de madera conocidos como "crestas", destinados a ser obsequiados como recuerdos de las unidades. Sin embargo, su uso fue inconsistente y no se definieron reglas específicas para su ordenación. En 1969 se reformuló el modelo de escrituras a utilizar por las unidades de la Armada, con la expectativa de que contaran con blasones cuya cuadratura constituiría el centro de los mismos. En 1972 se estableció finalmente un reglamento sobre heráldica naval que, con algunos ajustes realizados en 2010, es la base de la heráldica naval actual.
La heráldica naval tiene bastantes similitudes con la heráldica del Ejército oficializada en 1969. Sin embargo, tiene algunas características distintivas, incluido el uso de un escudo con punta redonda (y no ojival), la existencia de armas personales para los jefes de algunas unidades y cuerpos y la posibilidad de que las armas reciban añadidos de honor. La vexilología heráldica es similar a la vexilología vigente para el Ejército entre 1969 y 1987, pero para los diseños de los campos de los estandartes se eligieron patrones geométricos inspirados en antiguas banderas marítimas portuguesas.
Las armas proporcionadas a las unidades y organizaciones navales consisten generalmente en un escudo de punta redondeada coronado por una corona naval. Debajo del escudo se coloca un listel con el lema o el nombre del titular. Sobre la corona naval se puede colocar otro listel con el grito de guerra de la unidad u organización. Las armas también podrán incluir condecoraciones, trofeos, tenientes, soportes y sus respectivas peanas o pedestales. Las armas pueden constituirse como un emblema, consistente en este caso en un escudo redondo rodeado de ramas de laurel y rematado por la corona naval. Las armas pueden tener, como complementos de honor, elementos de las armas de Portugal (un castillo de oro, una quina o un escudete con las cinco quinas).
Los oficiales generales tienen derecho a utilizar armas personales, que son las de la unidad u organización bajo su mando o dirección, pero con el escudo rematado por yelmo, virol, paquife y timbre, en lugar de la corona naval. Debajo del escudo se coloca la insignia correspondiente al rango de oficial, que consta de dos anclas sautor plateadas, cada una llevada con dos esquinas en el bloque, para los almirantes, las mismas anclas sin las esquinas para los vicealmirantes, solo un ancla en la visera para contraalmirantes y comodoros (estos últimos teniendo también una brica cargada con un ancla en el cantón derecho del escudo).

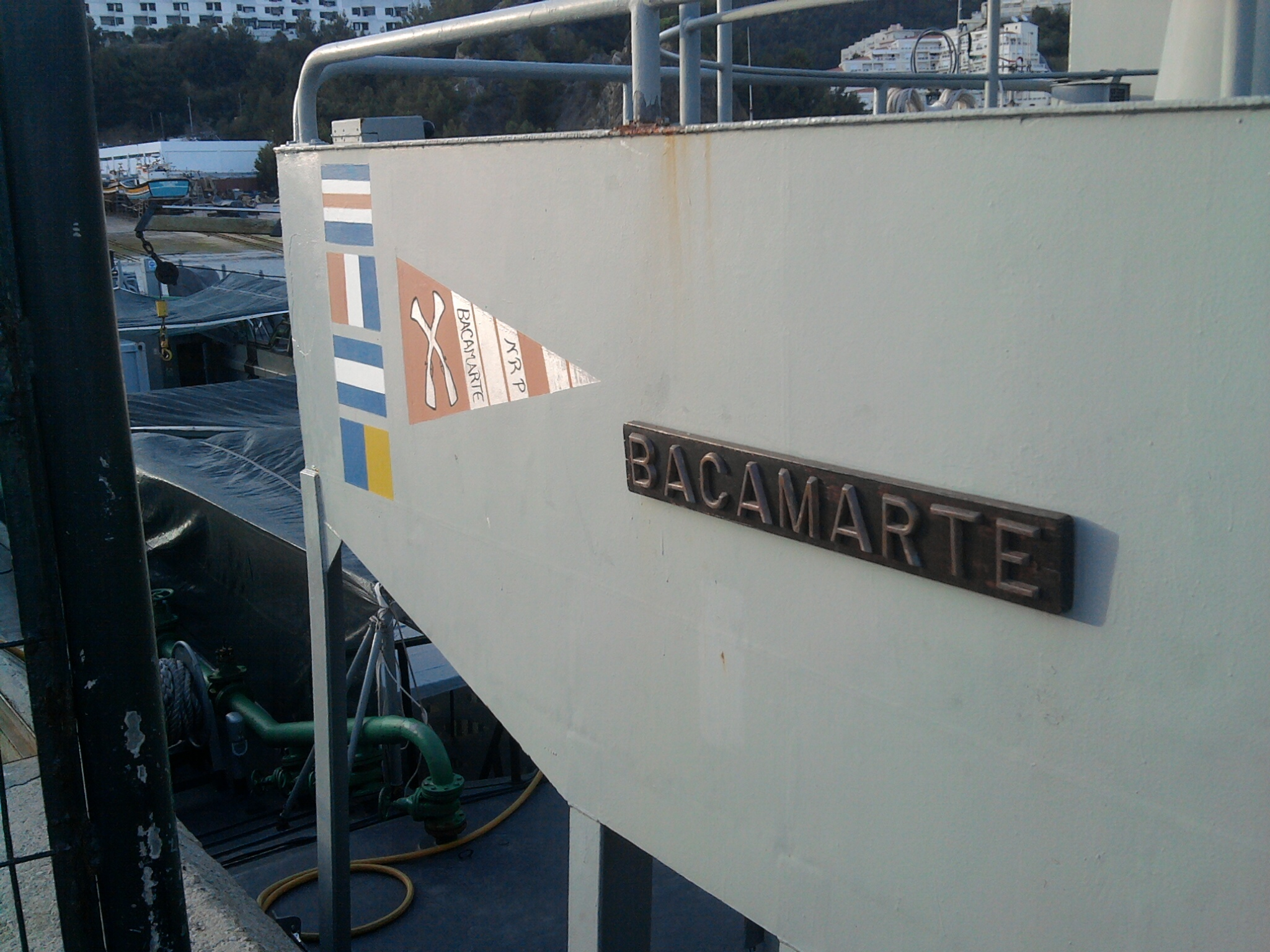
Banderín heráldico del antiguo NRP pintado en el costado del puente del barco.

Las armas de la propia Armada consisten en un escudo azul con un delfín heráldico de plata, rematado por una corona naval de oro, encima un listel con el grito de guerra "San Jorge" y debajo del escudo otro listel con el lema "Talant de bien faire".
Existe la costumbre de atribuir a los navíos armas cuyos escudos tienen el mismo ordenamiento de las armas personales o familiares de sus respectivos patrones. Un buen ejemplo es el caso de las tres fragatas de la clase Vasco da Gama (NRP Vasco da Gama, NRP Álvares Cabral y NRP Corte Real ), cuyos escudos de armas son idénticos, respectivamente, a los escudos de las armas de Vasco da Gama, de la familia Cabral y de la familia Corte Real.
Las banderas heráldicas usadas por la Marina consisten en estandartes heráldicos, en guiones y en banderines heráldicos (que no deben confundirse con los banderines nacionales que ondean en los mástiles principales de los buques de guerra). Los estandartes heráldicos son banderas cuadradas de 1 m de lado, cuyo campo puede estar ocupado por diversas disposiciones inspiradas en antiguas banderas marítimas, con el escudo del titular en el centro rodeado por una lista circular con la designación del titular. Las escrituras son también banderas cuadradas, pero de 80 cm de lado, con el campo ocupado por el cuadrado del emblema heráldico del titular y una cenefa. Los banderines heráldicos son banderas triangulares con el campo dividido en tres partes por un listel con bandas que contiene el nombre de la unidad y cargado con sus emblemas heráldicos.

#### Heráldica de la Fuerza Aérea
El actual sistema heráldico del Ejército del Aire portugués fue introducido provisionalmente en 1978 y oficializado en 1985, basándose en el modelo heráldico vigente en el Ejército entre 1969 y 1987. El Archivo Histórico de la Fuerza Aérea sirve de autoridad heráldica para esta rama de las Fuerzas Armadas.

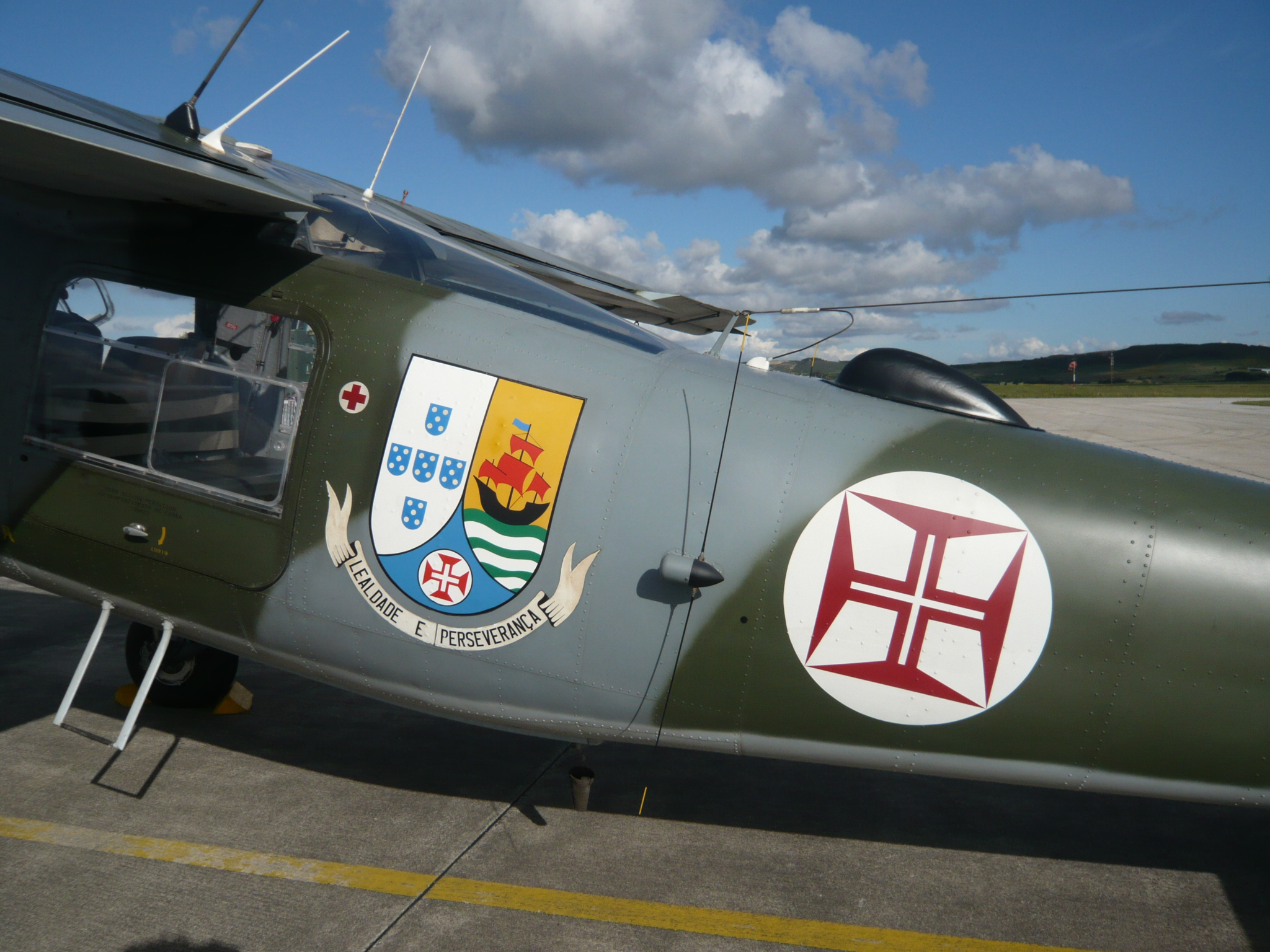
Escudo de la antigua Base Aérea n. 10 (Beira, Mozambique) según modelo de 1960, pintado junto a la cruz de Cristo en el costado de un avión Dornier Do-27.

En 1960, el Ejército del Aire ya había sido la primera rama de las Fuerzas Armadas en establecer una regulación legal de su vexilología, dentro de la cual también se definían las armas de sus distintas unidades. Estos consistían en un escudo con punta redonda y debajo un listel con el lema de la unidad. La mayoría de los escudos tenían un orden que contenía elementos modernistas que, pese a estar estilizados, no resultaban muy tradicionales en la heráldica. Algunos escudos presentaban motivos naturalistas y esmaltes no heráldicos. Las armas del propio Ejército del Aire fueron encargadas como un escudo de Portugal (con punta redonda), rematado por una esfera armilar de oro, sobre la que se posa un águila de la misma alzando el vuelo, emergiendo de la esfera un paquife de color azul cielo y de plata y bajo el escudo un listel con el lema "Ex mero moto" ("de mero movimiento" en latín).
Según el reglamento de 1985, las armas utilizadas en el Ejército del Aire consisten generalmente en un escudo puntiagudo rematado por una coronilla aeronáutica y debajo una lista con el lema de la unidad u organización. Los comandantes o directores utilizan las armas de sus respectivas unidades u organizaciones, pero en lugar de la coronilla aeronáutica, el escudo está rematado por yelmo, virol, paquife y timbre. Las armas pueden contener elementos exteriores adicionales, como insignias, condecoraciones, tenientes, apoyos, tierras y trofeos. Para su uso como emblema, el escudo puede ser redondo, rodeado a la derecha por una corona de laurel y a la izquierda por una corona de roble, yendo encima la coronilla aeronáutica y el cimera. La coronilla aeronáutica o de la Fuerza Aérea es una variación de la corona astral heráldica, en la que se alternan pares de alas con la cruz de Cristo (insignia aeronáutica militar de Portugal)

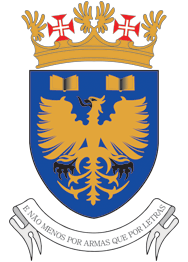
Armas de la Academia de la Fuerza Aérea.

El armamento del propio Ejército del Aire se ordena como campo de azul, águila extendida en oro, armada, picoteada y lampada de rojo, coronilla aeronáutica y listel con el lema "Ex mero moto". Cuando se representan en forma de armas completas, las armas de la Fuerza Aérea también contienen los siguientes elementos exteriores adicionales: escudo (ala de oro, cargada con la cruz de Cristo ), virol (en azul y oro), soportes (un león en rojo a la diestra, portando una bandera de armas del Estado Mayor de las Fuerzas Armadas y un delfín negro en la siniestra, portando una bandera de armas del Ejército del Aire) y en terrazas (montañas de verde a la derecha y ondas de la misma al lado derecho).
Las banderas heráldicas del Ejército del Aire son los banderines (insignias de oficiales generales), los estandartes, los guiones de mérito, los guiones y los banderines. Los banderines constituyen normalmente la cuadratura de los brazos del cuerpo que encabeza el oficial general. El guion de mérito consta de una bandera cuadrada, de 75 cm de lado, con un campo azul, un águila extendida en oro y un borde de oro con una palma verde en cada flanco. Los estandartes, guiones y banderines tienen el mismo orden que los previstos para las mismas banderas en el Reglamento de Heráldica del Ejército de 1969.
Las aeronaves de la Fuerza Aérea Portuguesa usan como insignia de nacionalidad (conocida como "escarapela") la cruz de la Orden de Cristo, emblema de origen heráldico. Esta insignia también se usa en aviones de otras ramas de las Fuerzas Armadas, particularmente en helicópteros de la Armada.

#### Heráldica de la Defensa Nacional y cuerpos conjuntos de las Fuerzas Armadas
La heráldica de la Defensa Nacional y de los órganos conjuntos de las Fuerzas Armadas incluye la heráldica usada por el ministro de Defensa Nacional, el Estado Mayor General de las Fuerzas Armadas (EMGFA) y los órganos directamente dependientes de ambos.

Estandarte del ministro de Defensa Nacional

En los años cincuenta y principios de los sesenta, se crearon insignias militares —en forma de estandartes heráldicos- para altos cargos de la Defensa Nacional y de las Fuerzas Armadas, incluido el de presidente del Consejo de Ministros (inherentemente, presidente del Consejo Superior de la Defensa Nacional). Defensa ), el ministro de Defensa Nacional, el jefe del Estado Mayor General de las Fuerzas Armadas (CEMGFA), los comandantes en jefe de las provincias de ultramar y el presidente del Tribunal Supremo Militar. También se crearon armas para la Defensa Nacional, ordenadas como el escudo de Portugal rematado por un yelmo, virol y paquife, con una serpiente como timbre y bajo el escudo un listel con el lema "Los portugueses son de Occidente".
Al desarrollar lo que se convertiría en el reglamento heráldico del Ejército en la década de 1960, se pretendía que también abarcara otras ramas, creando así un único sistema heráldico común para todas las Fuerzas Armadas. Sin embargo, las distintas ramas de las Fuerzas Armadas terminaron por no llegar a un consenso, desarrollando cada una de ellas y la propia EMGFA su propio sistema.
En 1977 se establece la simbología heráldica de la EMGFA, y también se remodela la del CEMGFA, siguiendo las normas heráldicas vigentes en la época para el Ejército y la Armada. Las armas de la EMGFA estaban ordenadas como un escudo de color azul, con un león marino alado de oro, animado, reluciente y armado de rojo, sosteniendo en su garra derecha una espada antigua, de hoja plateada y empuñada de oro, el escudo rematado por una coronilla específica de la EMGFA (oro, con cinco carteras aparentes) y teniendo como cimera el león marino alado del escudo este, bajo el escudo un listel con el lema "Que el que quisiera siempre podrá". Las armas personales del CEMGFA consistían en las armas de la EMGFA, pero con la coronilla reemplazado por un yelmo coronado por el escudo de la EMGFA. El escudo representado tendría una punta redonda. El armamento creado posteriormente para otros cuerpos conjuntos de las Fuerzas Armadas, dependientes del EMGFA, siguió el mismo modelo. En 2020 se aprobó un Reglamento Heráldico del Estado Mayor de las Fuerzas Armadas, que comenzó a definir el sistema heráldico vigente para la EMGFA y órganos dependientes de ella.
En 1979 también se establecieron oficialmente armas para el ministro de Defensa Nacional, que sustituyeron a las utilizadas en los años 1960, pero que nunca se habían oficializado. Se ordenaban de forma similar a las armas anteriores, pero el escudo ya no era el de Portugal y se empezó a ordenar en forma de una quina (en azul, cinco cuentas de plata colocadas en sautor). Se mantuvieron el yelmo, virol y paquife azules y plateados, la cimera (un dragón o serpiente de plata) y, bajo el escudo, el listel con el lema "Los portugueses son de Occidente". El escudo tendría una punta redonda. La nueva ordenación del escudo del ministro de Defensa Nacional es ahora idéntica a la ordenación del campo del mismo estandarte utilizado desde los años 1950. Posteriormente se crearon símbolos heráldicos para otros órganos dependientes del ministro de Defensa Nacional, que en general siguen el mismo modelo.

#### Heráldica de la Guardia Nacional Republicana y antigua Guardia Fiscal

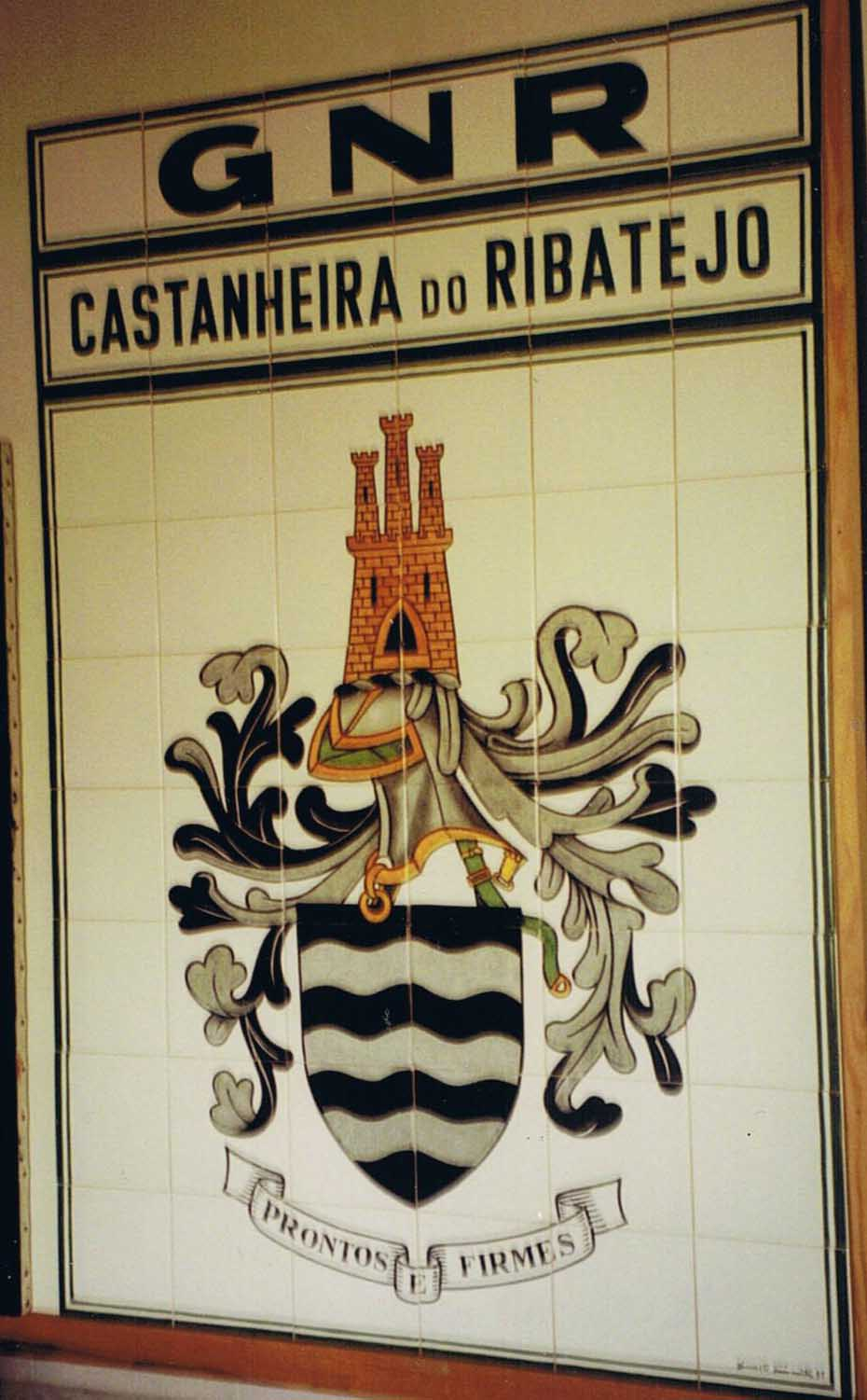
Armas del Comando Territorial de Lisboa en un panel de azulejos en el puesto de la GNR en Castanheira do Ribatejo.

La Guardia Nacional Republicana (GNR) comenzó a implementar un sistema heráldico en la década de 1970, con el asesoramiento del Gabinete de Heráldica del Ejército y siguiendo de cerca el modelo heráldico de esta rama de las Fuerzas Armadas. En 1958, la GNR ya había adoptado un escudo de armas, pero no cumplía con las reglas de la heráldica y tenía un uso limitado. En 1973, las armas de la GNR fueron aprobadas oficialmente, ordenadas como de color verde, una espada antigua con hoja de plata y empuñadura de oro puesto en pico, acompañada a la diestra por dos dragones de oro, animados, armados y lampasados de rojo, teniendo en el pecho las cinco quinas, el escudo rodeado por el collar de la Orden de la Torre y Espada, rematado por un yelmo, virol y paquife de verde y oro, cimera uno de los dragones del escudo santo y bajo el Escudo un listel con el lema "Por la ley y por el rebaño". A finales de los años 70 se aprobaron armas para las distintas unidades de la GNR. Las armas y banderas heráldicas seguían los estándares definidos por el Reglamento Heráldico del Ejército de 1970. Sin embargo, el armamento de las distintas unidades y de la propia GNR fue reformado durante los años 1980.
El cambio en las regulaciones heráldicas del ejército en 1987 llevó a que la GNR también cambiara su heráldica. La nueva normativa no supuso cambios sustanciales en el modelo de escudos en uso, pero sí un cambio radical en el modelo de banderas heráldicas. En general, las nuevas unidades de la GNR —especialmente las creadas ocasionalmente para participar en misiones internacionales— recibieron banderas heráldicas de acuerdo con el nuevo modelo del Ejército, mientras que las unidades existentes mantuvieron las banderas anteriores.
En 2020 se publicó el Reglamento de Heráldica y Simbología de la Guardia Nacional Republicana, dotando así a la GNR de su propio reglamento privado. Este reglamento sigue de cerca el reglamento de 1987 del Ejército, con apenas algunas diferencias en los pormenores. Así, la GNR mantuvo la designación tradicional de "escritura" para las banderas heráldicas de las unidades a nivel de batallón, al contrario del Ejército. La GNR también mantuvo el modelo triangular de banderines heráldicos para las embarcaciones de la Unidad de Control Costero (el mismo formato que los banderines heráldicos utilizados en la Marina), aunque adoptó banderines rectangulares con farpas para las unidades terrestres a nivel de compañía.
La antigua Guardia Fiscal (1885-1993) también utilizó la heráldica hasta su extinción como institución independiente y su integración en la GNR. En 1965, se introdujeron escrituras de tipo heráldico para sus unidades. En 1980 se crea el escudo de la Guardia Fiscal, ordenado como escudo de color azul, con una estrella de dieciséis puntas de oro, yelmo, virol y paquife de azul y oro, como timbre un grifo ascendente de oro, animado, lampasado y armado de rojo, sosteniendo en su garra diestra un a trompa de oro, bajo su escudo un listel con el lema "Por la Patria y por la Ley". Durante la década de 1980 también se establecieron armas para las distintas unidades de la Guardia Fiscal, que en general seguían el modelo heráldico del Ejército. El escudo de la Guardia Fiscal sería cambiado en 1986, incorporándose la Orden de la Torre y el collar de Espada. Con el cambio del lema a "Ubique et sempre vigilantes" (En todos lados y siempre vigilantes) y otros detalles, estas armas pasaron a ser las de la Brigada Fiscal y posteriormente de la actual Unidad de Acción Fiscal, sucesoras de la antigua Guardia Fiscal en el seno de la GNR.

#### Heráldica de la Policía de Seguridad Pública
A principios de la década de 1980, la Policía de Seguridad Pública (PSP) implementó un sistema heráldico inspirado en el modelo de heráldica militar.

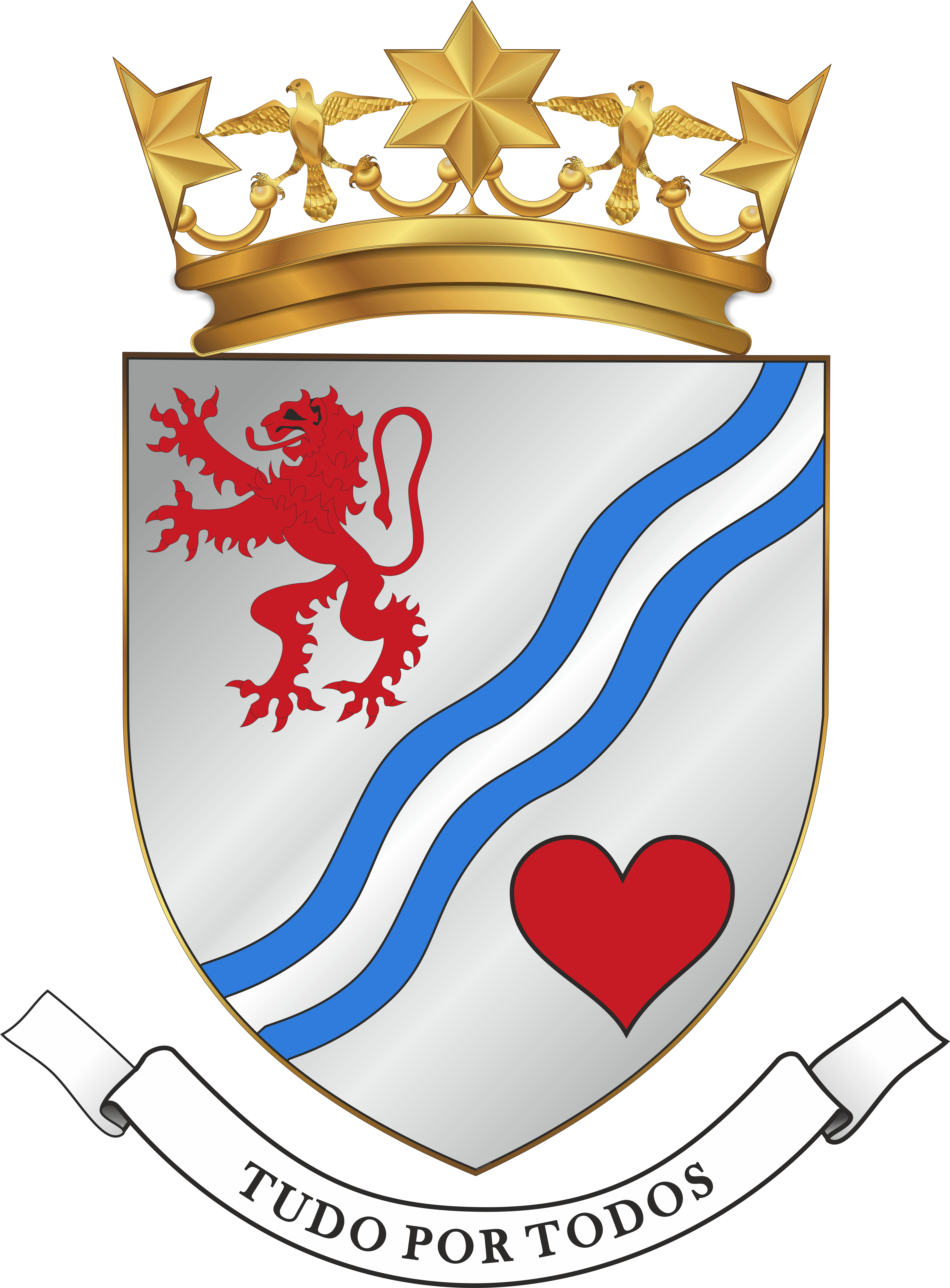
Armas del Comando Metropolitano de Oporto PSP.

Como precursor de este sistema, el PSP había establecido, a partir de 1958, guías de tipo heráldico para sus mandos distritales. Estos guiones contaban con un modelo de ordenamiento adoptado por varios cuerpos de seguridad, que consistía en un campo idéntico al de la bandera municipal del cuartel general de mando, sobre el que se colocaba el emblema de la PSP (estrella de seis puntas, con las armas de Portugal en el centro) y a su alrededor un borde. El propio comando general del PSP tenía su propio guion establecido en 1962, según un modelo similar al de los comandos distritales.
En 1982 se aprobaron las armas de la PSP, encargadas en color azul, estrella de cinco puntas en plata, yelmo de plata, virol y paquife en plata y azul, como timbre un halcón volador, el escudo acompañado del collar de la Orden de la Torre y Espada y bajo ella un listel con el lema "Por el orden y por la Patria".
En el mismo año se inició el proceso de creación y asignación de armamento a los distintos comandos y unidades del PSP, con el apoyo del coronel Jorge Guerreiro, responsable del Gabinete de Heráldica del Ejército. Se diseñó una coronilla específica de PSP, compuesto por un anillo rematado por cuatro estrellas de seis puntas (de las cuales tres son visibles), con halcones dispuestos entre ellas, todas ellas de oro. Las armas asignadas a todos los comandos y a algunas otras unidades ahora consisten en un escudo de punta ojival rematado por la coronilla del PSP y llevando debajo un listel con el lema. También se reordenaron las escrituras de uno de los comandos y unidades, pasando a ser la cuadratura del campo del escudo de las respectivas armas, con una orla, conteniendo en los cantones la sigla del PSP y la sigla o abreviatura de la designación del titular.
Sin embargo, seguía habiendo cierta inconsistencia en la heráldica de la PSP, y las armas de varias de sus unidades no seguían el estándar. Un ejemplo son las armas establecidas en 2009 para la Unidad Especial de Policía. Estas armas solo incluyen escudo y listel con el lema, por lo que no incluyen a la coronilla privativa del PSP. Además, el escudo tiene una forma similar al llamado "francés" y no a la forma ojival. En 2015, también se aprobó un nuevo cartel heráldico para PSP, que difiere del estándar de carteles y escrituras heráldicos que se utilizaban en ese momento. Se ordenó como una bandera cuadrada que medía 75 cm de lado, con un campo azul, que contenía el borde distintivo de la PSP en el centro y encierra una estrella de 6 puntas, toda hecha de oro.

#### Heráldica de servicios de seguridad
Además de las Fuerzas Armadas y de Seguridad, varios otros cuerpos y servicios de seguridad han adoptado símbolos inspirados en la heráldica militar.
El Sistema de Información de la República Portuguesa (SIRP) y los servicios que lo constituyen hacen uso de escudos. Las armas de la secretaría general del SIRP fueron establecidas en el año 2007, estando ordenadas en color negro, una pared con tres puertas plateadas, acompañadas de dos lámparas en jefe y una esfera armilar en el mostrador jefe, todo en oro, un yelmo de plata, con como un fénix coronado de plata y oro y elevándose en llamas rojas, bajo el escudo un listel con el lema "Y con fuerza y conocimiento, lo más importante". Las armas del Servicio de Inteligencia de Seguridad (SIS) son negras, una cabeza de águila plateada, picotazos dorados, una bordura de oro con ocho castillos negros, el escudo encimado por una antigua corona de oro y debajo un listel con el lema "Principiis obstare (Sostener la línea del frente)". Las armas del Servicio de Información de Defensa Estratégica (SIED) son rojas, una esfera armilar de oro, un yelmo de plata, teniendo como timbre un búho de oro, y bajo el escudo un listel con el lema "Adivinar los peligros y evítarlos". Los escudos usados en los tres escudos son de punta redonda.
El Servicio de Extranjería y Fronteras (SEF) también tenía armas establecidas en 1989. Consisten en un escudo azul, una esfera armilar de oro, un yelmo de plata, un manto y un paquife de oro y azul, con una golondrina de su color como cimera, debajo del escudo con un listel con la lema «Sub lege, libertas» (Bajo la ley, libertad).
La Autoridad de Seguridad Alimentaria y Económica (ASAE) también procuró adoptar símbolos heráldicos, habiendo establecido un escudo de armas en 2012. Sin embargo, este escudo de armas fue ordenado de una forma que ignora completamente las reglas básicas de la heráldica y, por lo tanto, no puede considerarse un verdadero símbolo heráldico.

## Heráldica ultramarina

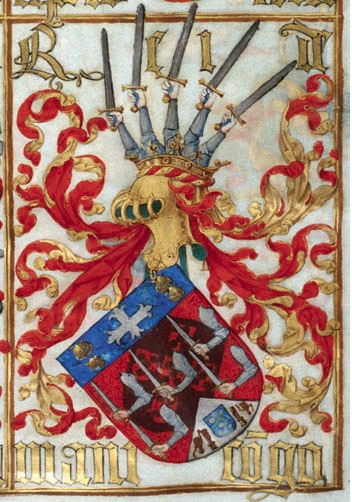
Armas del rey D. Alfonso I del Congo, concedido por el rey D. Manuel I de Portugal en 1528. Libro de la Nobleza y Perfección de las Armas,.

La heráldica acompañó la expansión ultramarina portuguesa desde principios del siglo XV, llegando a África, Asia y América. El apogeo de la heráldica portuguesa coincidió con el apogeo del poder portugués de ultramar en el siglo XVI.
Los monarcas portugueses fueron los encargados de otorgar los que probablemente fueron los primeros escudos de armas en poder de los africanos subsaharianos. Así, los monarcas portugueses concedieron armas al príncipe Bemoym del Imperio Uolofe, al rey Alfonso I del Congo y el emperador de Monomotapa.
En las principales ciudades y pueblos de la Región Portuguesa de Ultramar se crearon cámaras locales, siguiendo el modelo ya vigente en el Portugal europeo. Al igual que sus homólogos europeos, muchas de estas cámaras de ultramar también adoptaron símbolos heráldicos.
No habiendo una tradición portuguesa de armas regionales o supramunicipales, no se utilizaron armas particulares en los distintos territorios de ultramar, siendo una práctica el uso universal de armas portuguesas. Además de las armas de Portugal, en Ultramar se utilizaron otros símbolos heráldicos nacionales, especialmente la cruz de la Orden de Cristo y la esfera armilar manuelina. La esfera armilar tuvo un uso particularmente intenso, siendo frecuentemente utilizada para sustituir las propias armas portuguesas, adquiriendo el estatus de símbolo semioficial de los portugueses de ultramar.
En el siglo XVII, el Estado de Brasil aparece ocasionalmente representado por un escudo ordenado en plata, un árbol verde coronado por una cruz. El árbol parece referirse al palo de Brasil y la cruz a Vera Cruz, que hablan símbolos del nuevo y original nombre de Brasil. Se desconoce si se trataba de simples armas imaginarias o si tenían el estatus de armas oficiales, pero incluso en este último caso habrían tenido poco uso efectivo. Las primeras armas que se sabe fueron concedidas efectivamente a un territorio supramunicipal de ultramar fueron las de Brasil, pero precisamente cuando su estatus cambió de "estado" de ultramar al de "reino" constituyente del entonces establecido Reino Unido de Portugal, Brasil y Algarves. Las armas concedidas en 1815 al Reino de Brasil fueron ordenadas en color azul, una esfera armilar de oro. La esfera armilar, a menudo superpuesta a la cruz de Cristo, ya era intensamente utilizada como emblema de Brasil desde el siglo XVII. Continuó siendo el elemento fundamental de las armas del Imperio de Brasil, cuando fue establecido en 1822. La esfera armilar también está en el origen de la esfera celeste que forma el emblema central de la nueva Bandera Nacional Brasileña establecida cuando se proclamó la república en 1889.
Después de la independencia de Brasil en 1822, apareció una heráldica brasileña que prosiguió las tradiciones portuguesas en muchos aspectos. En cuanto a la heráldica personal y familiar, como la mayoría de las familias nobles brasileñas descendían de linajes portugueses, continuaron utilizando sus respectivas armas. La tradición portuguesa de heráldica cívica también se siguió parcialmente en Brasil. Los estándares oficiales de la heráldica municipal portuguesa establecidos en 1930 se basaron en el modelo de las armas municipales brasileñas durante el siglo XX. Aunque nunca fueron oficiales ni obligatorias en Brasil, muchos de sus municipios adoptaron nuevas armas o reformaron las antiguas basándose en los estándares portugueses.
En el resto de territorios de ultramar, la Corona inició una política de concesión de armas municipales desde finales del siglo XIX. Estas nuevas armas concedidas a algunas ciudades notables se sumaron a las ya asumidas en el pasado por otros municipios de Ultramar.
| Armas de las regiones portuguesas de ultramar (siglos XVII-XIX) | Armas de las regiones portuguesas de ultramar (siglos XVII-XIX) | Armas de las regiones portuguesas de ultramar (siglos XVII-XIX) | Armas de las regiones portuguesas de ultramar (siglos XVII-XIX) | Armas de las regiones portuguesas de ultramar (siglos XVII-XIX) | Armas de las regiones portuguesas de ultramar (siglos XVII-XIX) | Armas de las regiones portuguesas de ultramar (siglos XVII-XIX) | Armas de las regiones portuguesas de ultramar (siglos XVII-XIX) |
| --------------------------------------------------------------- | --------------------------------------------------------------- | --------------------------------------------------------------- | --------------------------------------------------------------- | --------------------------------------------------------------- | --------------------------------------------------------------- | --------------------------------------------------------------- | --------------------------------------------------------------- |
|                                                                 |                                                                 |                                                                 |                                                                 |                                                                 |                                                                 |                                                                 |                                                                 |
| Estado de Brasil (siglo XVII)                                   | Goa (siglo XVII)                                                | Salsete (siglo XVII)                                            | Reino de Benguela (siglo XVII)                                  | Reino de Brasil (1816-1822)                                     | Isla Santiago (siglo XIX)                                       | Isla de Mozambique (siglo XIX)                                  | Macao (siglo XIX)                                               |

En 1932, el Instituto Portugués de Heráldica (IPH) propuso un modelo de armas para las distintas colonias portuguesas. Cada escudo estaría compuesto por un escudo cuyo campo contendría el ordenamiento particular de la referida colonia y una bordura común ordenada como de oro, cargada con cinco quinas y cuatro cruces de Cristo dispuestas de forma alternada. El escudo estaría rematado por una corona mural dorada de cinco torres aparentes, cada torre cargada con una esfera armilar de rojo y, entre cada torre, un escudete de plata con la cruz de Cristo. El IPH también propuso ordenaciones particulares para las armas de cada colonia. Este modelo de armas nunca fue adoptado oficialmente, pero tuvo un uso limitado en algunas colonias.
Finalmente, en 1935, el Ministerio de las Colonias concedió armas oficiales a todas las colonias portuguesas. Todas estas armas también seguían el mismo modelo, compuesto por un escudo con solapa terciaria, con el I en plata de cinco esquinas (antiguo Portugal), el II con el orden particular de cada colonia y el III ondeado en plata y verde. El escudo descansaba sobre una esfera armilar de oro, rematada por la corona mural del modelo propuesto por el IPH. Debajo de la esfera se colocó una lista con el nombre de la colonia en la forma "Colonia Portuguesa de...", excepto en las armas del Estado de la India donde la inscripción contenía "Estado Português da India". La mayoría de las regulaciones particulares de cada colonia eran idénticas a las en materia de armas provisionales establecidas en 1932. Las armas a menudo se representaban de forma resumida, limitándose al escudo coronado por la corona mural o incluso solo al escudo. Con el cambio de estatus de los territorios de ultramar que dejaron de ser colonias y volvieron a ser provincias de ultramar en 1951, la lista de las distintas armas pasó a contener la inscripción en forma de "Província Portuguesa de...", sin embargo, no hubo cambios en la lista de armas de la India.
| Armas de los territorios portugueses de ultramar (siglo XX) | Armas de los territorios portugueses de ultramar (siglo XX) | Armas de los territorios portugueses de ultramar (siglo XX)           | Armas de los territorios portugueses de ultramar (siglo XX) | Armas de los territorios portugueses de ultramar (siglo XX) | Armas de los territorios portugueses de ultramar (siglo XX) | Armas de los territorios portugueses de ultramar (siglo XX) | Armas de los territorios portugueses de ultramar (siglo XX) | Armas de los territorios portugueses de ultramar (siglo XX) |
| ----------------------------------------------------------- | ----------------------------------------------------------- | --------------------------------------------------------------------- | ----------------------------------------------------------- | ----------------------------------------------------------- | ----------------------------------------------------------- | ----------------------------------------------------------- | ----------------------------------------------------------- | ----------------------------------------------------------- |
|                                                             | Angola                                                      | Cabo Verde                                                            | Guinea                                                      | India                                                       | Macao                                                       | Mozambique                                                  | Santo Tomé y Príncipe                                       | Timor                                                       |
| Armas temporales (1932-1935)                                |                                                             |                                                                       |                                                             |                                                             |                                                             |                                                             |                                                             |                                                             |
| Blindaje (Después de 1935)                                  |                                                             |                                                                       |                                                             |                                                             |                                                             |                                                             |                                                             |                                                             |
| armas completas (Después de 1935)                           |                                                             | Archivo:Coat of arms of Portuguese Cape Verde (1935-1951).svgsinmarco |                                                             |                                                             |                                                             |                                                             |                                                             |                                                             |

En la segunda mitad del siglo XIX y en línea con lo que venía sucediendo en la metrópoli portuguesa, la administración central comenzó a inmiscuirse en la heráldica de los municipios de Ultramar, entonces libremente asumida por ellos. Entonces la Corona comenzó a conceder armas a algunos municipios ultramarinos.

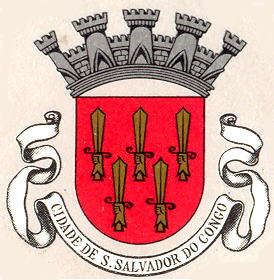
Armas concedidas en 1962 a la ciudad de São Salvador do Congo, Angola.

La circular emitida en 1930 por la Dirección General de Administración Política y Civil del Ministerio del Interior que regulaba la heráldica de las autoridades locales no obligaba a la heráldica de los municipios de ultramar, ya que estos estaban bajo la supervisión del Ministerio de Ultramar. Este ministerio, sin embargo, inició una política de concesión generalizada de armas a municipios y otros asentamientos en el extranjero a partir de la década de 1950. Estas armas generalmente seguían los estándares definidos por la circular de 1930 para las autoridades metropolitanas, pero algunas de ellas fueron ignoradas. Por lo tanto, no se siguió la restricción sobre la existencia de particiones en el escudo y a menudo se colocaron lemas en las listas en lugar del nombre del asentamiento titular. Tampoco existía ninguna restricción legal vigente en la Metrópolis de que sólo los municipios pudieran tener armas, por lo que también se otorgaron a algunos asentamientos de Ultramar que no eran municipios. La corona mural de cinco aparentes torres doradas, en la metrópoli reservada a Lisboa, se atribuyó a todas las capitales de las provincias de ultramar. Para el pedido de armas municipales, el Ministerio de Ultramar prefirió recurrir al Gabinete de Heráldica Corporativa encabezada por el heraldista F. P. Almeida Langhams y no a la Sección de Heráldica de la Asociación de Arqueólogos Portugueses (AAP) encargada de la heráldica de los municipios metropolitanos. Almeida Langhams imprimió su propio estilo en el pedido de armas locales en el extranjero, distinto del estilo favorecido por la Sección de Heráldica de la AAP. Así, en general, las armas de ultramar se encargaban con un número menor de figuras, pareciendo más simples y visualmente más llamativas que la mayoría de las armas municipales metropolitanas. Se representan figuras raras o ausentes de la heráldica municipal metropolitana, incluidas especies animales y vegetales locales. Por otro lado, la simbología de las armas locales de ultramar es principalmente de contenido histórico y erudito, en detrimento de la simbología relacionada con actividades agrícolas y hitos geográficos locales predominantes en las armas de los municipios de la Metrópoli.

## Autoridades y registros heráldicos

### Oficiales de armas
Durante el período monárquico (hasta 1910), las autoridades heráldicas centrales de Portugal eran el Registro de la Nobleza y los oficiales de armas.

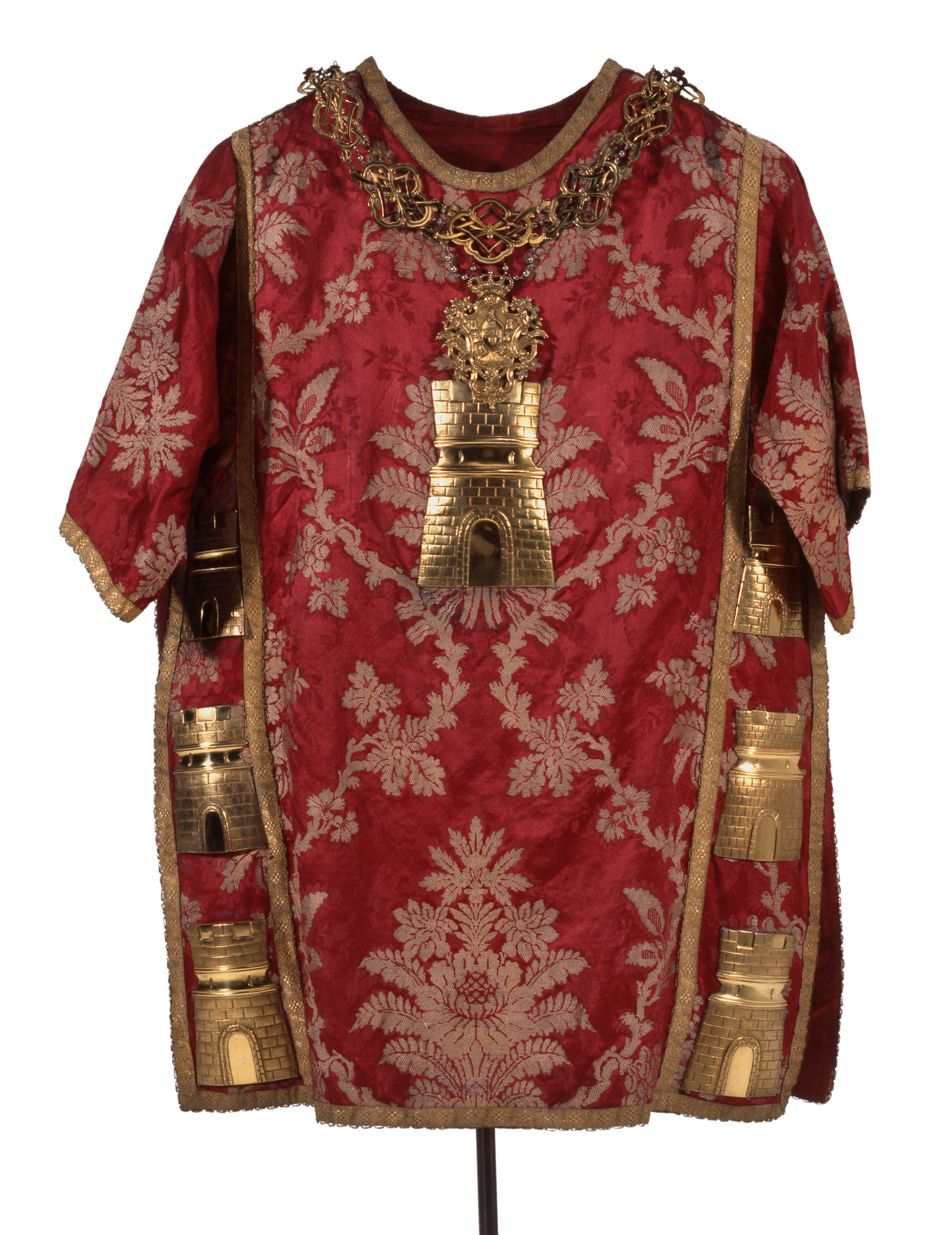
Tabardo y collar ceremonial de un rey de armas portugués del.

Los monarcas portugueses han tenido oficiales de armas a su servicio desde al menos el siglo XIV. El primer conocido fue Arrieta (probablemente "Harriet" en portugués), un súbdito inglés que habría llegado a Portugal en la comitiva de Felipa de Láncaster y que fue nombrado rey de armas de Portugal por el rey Juan I. Por esta época fue cuando la heráldica portuguesa comenzó a regularse, bajo una fuerte influencia inglesa al mismo tiempo.
En aquella época, la concesión de armas aún no estaba reservada al Monarca. Además de hacerse con sus propias armas, muchos miembros de la alta nobleza también otorgaban armas a sus vasallos. Así, algunos de ellos tenían a su servicio sus propios oficiales de armas privados. Esto terminó, sin embargo, en el reinado de Alfonso V, quien estableció —por carta regia de 21 de mayo de 1466— que la concesión de armas quedaría reservada a la Corona, debiendo pasar siempre por el rey de armas de Portugal.
El Regimiento de Nobleza de los Reyes de Armas —establecido por Manuel I en 1512— llegó a regular específicamente la organización de la corporación de oficiales de armas de la Corona. La citada corporación estaría dirigida por un rey de armas principal —que sería el ya existente rey de armas de Portugal— e incluiría, además de éste, a otros reyes de armas, heraldos y transeúntes. Los reyes de armas serían bautizados con los nombres de los estados constituyentes de la Corona portuguesa, los heraldos con los nombres de sus respectivas capitales y los transeúntes con los nombres de las localidades notables de cada estado.
Los oficiales de armas acabarían por ser nueve, que eran el rey de armas Portugal, el rey de armas Algarve, el rey de armas India, el heraldo Lisboa, el heraldo Silves, el heraldo Goa, el pasavante Santarém, el pasavante Lagos y el pasavante de Cochin. Más tarde, cuando la capital del Algarve se trasladó a Tavira, el heraldo Silves pasó a llamarse "Tavira". En 1808, cuando la corte portuguesa se trasladó a Brasil, el rey de armas de la India pasó a llamarse "América, África y Asia", pero volvió al título original en 1825.
Además de los oficiales de armas propiamente dichos, el jefe de armeros y el secretario de la nobleza también formaban parte de la autoridad heráldica de la Corona. El armero jefe, a pesar de tener como principal responsabilidad la guardia y conservación de las armaduras y armas personales del Monarca, también tenía la responsabilidad heráldica de llevar consigo un armorial para su inmediata consulta. El secretario de la nobleza era responsable de dirigir el Registro de la Nobleza y de mantener registros de todos los escudos de armas del Reino.
A partir de finales del siglo XVIII, que marca el inicio de la decadencia heráldica en Portugal, los oficiales de armas asumieron gradualmente una función meramente ceremonial. Como tal, comienzan a ser nombrado incluso oficiales de armas  con poco o ningún conocimiento heráldico, lo que contrasta con los oficiales de armas altamente cultos del pasado. A partir de entonces, la función de la autoridad heráldica recayó casi por completo en el escribano de la nobleza y en el respectivo Registro de la Nobleza.
La implantación del régimen republicano el 5 de octubre de 1910 conllevó la extinción de la corporación de oficiales de armas y del Registro de Nobleza, una vez que el nuevo régimen no veía con buenos ojos la heráldica, al asociarla a la Monarquía.

### Autoridades heráldicas modernas
Tras la extinción del Registro de la Nobleza en 1910, nunca más volvió a existir una autoridad central heráldica en Portugal. El resurgimiento de la heráldica durante el siglo XX y su disociación de la Monarquía llevó con todo a la necesidad de establecer autoridades sectoriales para varias ramas de la heráldica.
La primera tal vez fue la Sección de Heráldica (actual Comisión de Heráldica) de la Asociación de Arqueólogos Portugueses (AAP) que, en 1930, fue nombrada por el Ministerio del Interior como la autoridad para la heráldica municipal. La ley de 1991 sobre heráldica municipal preveía el establecimiento de un Gabinente de Heráldica Municipal de propiedad estatal que se convertiría en la autoridad en esta materia. Al no llegar a crearse, la Comisión de Heráldica de la APP continúa ejerciendo esta función. La Comisión de Heráldica de la AAP también actúa como asesora heráldica de entidades distintas a las autoridades locales, pero en este caso sin ninguna autoridad formal.
El Instituto Portugués de Heráldica —asociación de estudiosos de heráldica fundada en 1929— nunca tuvo formalmente atribuciones de autoridad heráldica, pero ha sido una de las principales instituciones en Portugal en esta materia, desempeñando un papel determinante en el desarrollo de diversas ramas de la heráldica portuguesa. durante el siglo XX.
La creación de un sistema de heráldica de las corporaciones del trabajo —como parte de la política de desarrollo y fortalecimiento del corporativismo en Portugal— condujo a la creación de una autoridad heráldica para este sector. En la década de 1940, se estableció el Gabinete de Heráldica Corporativa dentro de la Fundación Nacional para la Alegría en el Trabajo (FNAT), encabezada por el heraldista F. P. Almeida Langhans. El Gabinete de Heráldica Corporativa ejercía autoridad sobre la heráldica de diversas entidades corporativas, incluidas la de sindicatos, gremios, órdenes profesionales, casas populares y casas de pescadores, así como sus grupos (sindicatos, federaciones y corporaciones). En la década de 1950, el Ministerio de Ultramar prefirió utilizar el Gabinete de Heráldica Corporativa para organizar los símbolos heráldicos de los municipios de ultramar, lo que también la convirtió en la autoridad no oficial para la heráldica municipal de ultramar. El Gabinete de Heráldica Corporativa fue abolida después de la revolución del 25 de abril de 1974 y el fin del régimen corporativista.
El desarrollo de la heráldica militar llevó también a la creación de autoridades heráldicas en el seno de las Fuerzas Armadas. La primera fue el Centro de Estudios de Heráldica del Ejército, creado en 1958. Después pasó a ser la Sección de Heráldica en 1960 y el Gabinete de Heráldica del Ejército a partir de 1965. Depende hoy de la Dirección de Historia y Cultura Militar. Además de ser la autoridad heráldica dentro del Ejército, el Gabinete de Heráldica del Ejército viene asesorando a otros organismos públicos y privados en esta materia. En particular, desempeñó un papel destacado en el desarrollo de la heráldica de las otras ramas de las Fuerzas Armadas, la GNR, el PSP y las regiones autónomas. La Armada tiene su propia autoridad heráldica, que es el Gabinete de Heráldica Naval, creada en 1972.
El Instituto de la Nobleza Portuguesa (INP) —creado en 2004 y sucesor del antiguo Consejo de la Nobleza— sirve de autoridad oficiosamente para las armas personales y familiares de la antigua nobleza portuguesa, en nombre de Eduardo Pío de Braganza, pretendiente a la Corona de Portugal. Al ser una asociación privada y sin poderes formales concedidos por el Estado, el INP no tiene carácter oficial de autoridad heráldica. Sin embargo, sus pareceres y decisiones han sido aceptadas por los tribunales y otras autoridades oficiales portuguesas.

### Armoriales y otros documentos heráldicos
La concesión de armas por parte de la Corona se oficializó mediante la emisión de una "carta de blasón de armas (CBA)". Los CBA eran documentos redactados por los oficiales de armas y contenían, entre otras, el ordenamiento de los símbolos heráldicos del titular y usualmente también las ilustraciones de los mismos.

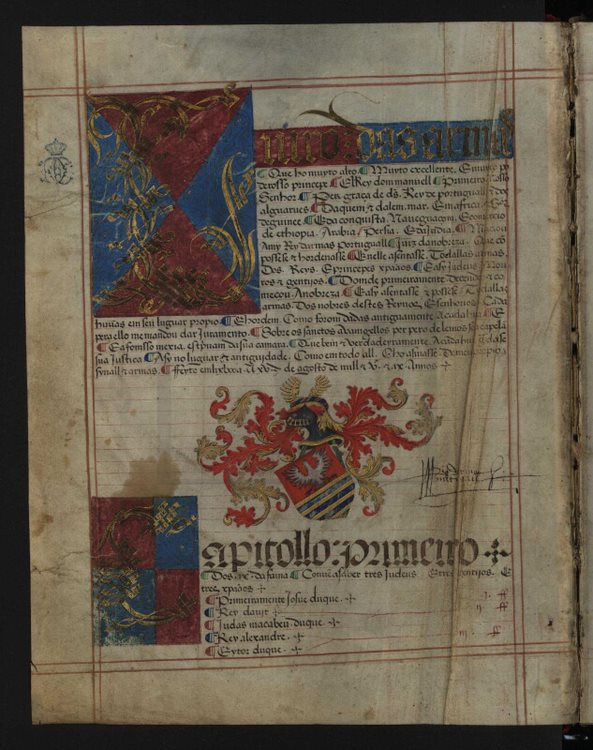
Página inicial del Livro do Armeiro-Mor, firmada por el rey de armas de Portugal junto al respectivo escudo.

Los oficiales de armas y el Registro de la Nobleza tenían también que mantener armoriales oficiales, con un registro de las armas concedidas. En el período de auge de la heráldica, estos armoriales tomaban frecuentemente la forma de miniaturas ricamente decoradas haciendo de ellos hermosas obras de arte. Desafortunadamente, varios de ellos desaparecieron en diversos siniestros a lo largo de los siglos, incluido el terremoto de 1755 que destruyó el Registro de la Nobleza. Sin embargo, otros sobrevivieron y todavía existen hoy.
De los antiguos escudos de armas portugueses aún existentes, los más notables son:
- Livro de Armeiro-Mor — fechado en 1509 y elaborado por Juan do Cró, rey de armas de Portugal. Incluye las armas reales o imaginarias de los Nueve de la fama, de los estados de Europa, África y Asia, de los príncipes electores del Emperador romano-germánico, de los pares de Francia, de los miembros de la Familia Real portuguesa y de los restantes familias nobles de Portugal. Su nombre deriva de que supuestamente era el escudo de armas que debía conservar el armero mayor ante el Monarca para su consulta;
- Livro da Nobreza e Perfeiçam das Armas — fechado entre 1521 y 1541 y elaborado por Antonio Godinho, secretario del rey Juan III. Constituye una actualización del Libro del Armeiro-Mor, siguiendo en general su modelo, pero omitiendo los capítulos referentes a las armas de los Nueve de la fama, los electores del Emperador y los pares de Francia.
- Thesouro de Nobreza — fechado en 1675 y redactado por Francisco Coelho, rey de armas de la India. Incluye las armas reales e imaginarias de las 12 tribus de Israel, los Nueve de la fama, los romanos, los pares de Francia, los electores del Emperador, las órdenes militares y regulares de Portugal, algunas ciudades y dominios de ultramar de Portugal, los principales ciudades y villas del Reino, de los Reyes, consortes, príncipes e infantes de Portugal, de los titulares y de las familias nobles de Portugal.[1]